# Elecciones municipales de 2024 en la Región Metropolitana de Santiago

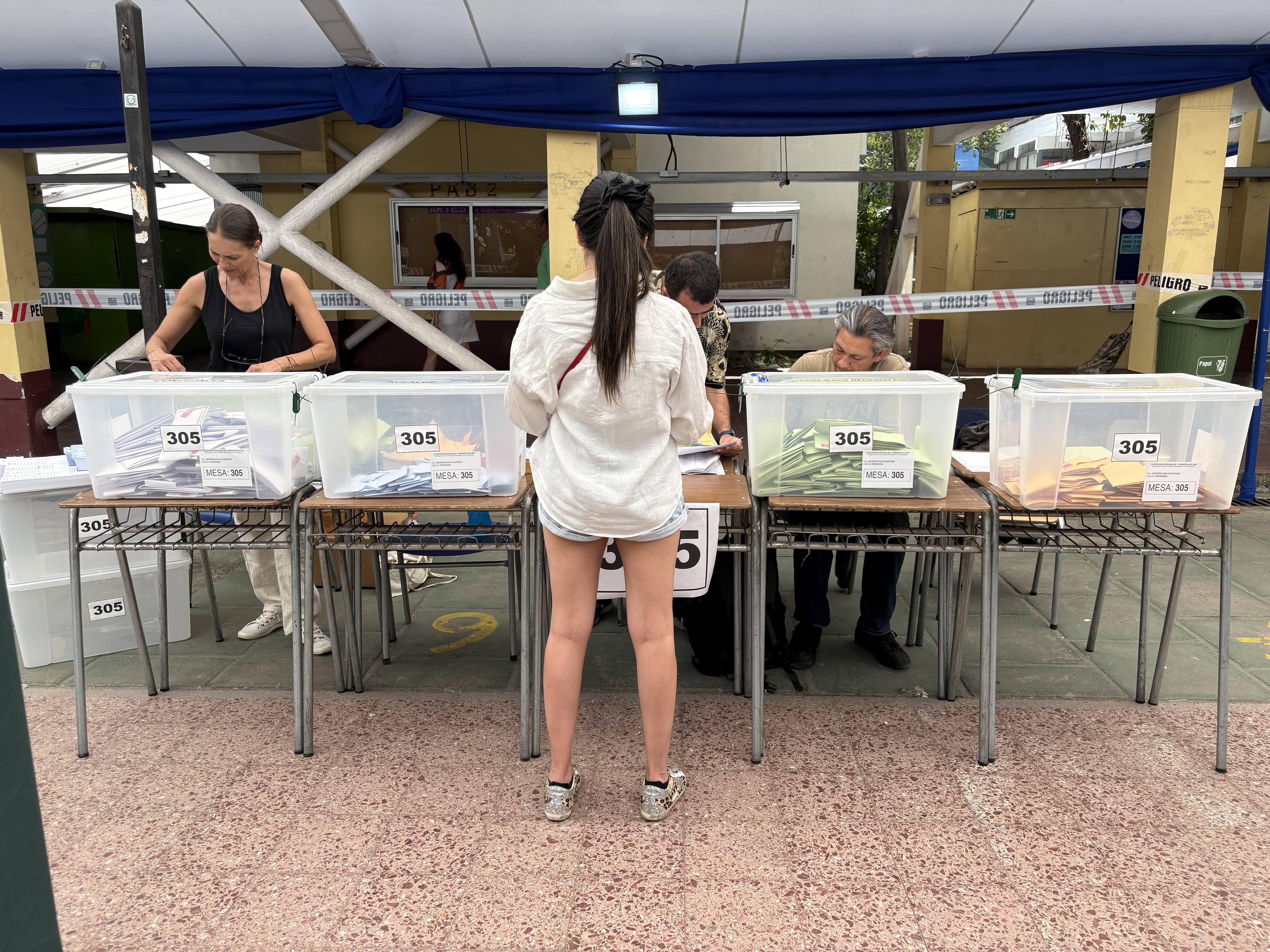
Mesa de votación para las elecciones municipales de 2024 en el Liceo 7 de la comuna de Providencia, Región Metropolitana.

Las elecciones municipales de 2024 en la Región Metropolitana de Santiago se realizaron los días 26 y 27 de octubre de 2024 para elegir a los responsables de la administración local, es decir, de las comunas. La región se compone de 52 comunas.
Estas elecciones fueron las primeras elecciones municipales realizadas bajo el sistema de inscripción automática y voto obligatorio, luego de la promulgación de la Ley 21524 que restableció el voto obligatorio. Estas elecciones se realizaron paralelamente a las elecciones de gobernadores y consejeros regionales de la región, cargos creados por la Ley 21073 de 2018, y que fueron elegidos por primera vez en 2021 y 2013, respectivamente.

## Candidaturas
| Pactos                                       | Partidos                             | Candidatos |
| -------------------------------------------- | ------------------------------------ | ---------- |
| B. Izquierda Ecologista Popular              | Partido Humanista de Chile           | 3          |
| B. Izquierda Ecologista Popular              | Independientes                       | 8          |
| F. Partido Social Cristiano e Independientes | Partido Social Cristiano             | 16         |
| F. Partido Social Cristiano e Independientes | Independientes                       | 2          |
| H. Contigo Chile Mejor                       | Frente Amplio                        | 10         |
| H. Contigo Chile Mejor                       | Partido Socialista de Chile          | 3          |
| H. Contigo Chile Mejor                       | Partido Comunista de Chile           | 7          |
| H. Contigo Chile Mejor                       | Partido Demócrata Cristiano          | 3          |
| H. Contigo Chile Mejor                       | Partido por la Democracia            | 2          |
| H. Contigo Chile Mejor                       | Federación Regionalista Verde Social | 3          |
| H. Contigo Chile Mejor                       | Partido Radical de Chile             | 1          |
| H. Contigo Chile Mejor                       | Partido Liberal de Chile             | 1          |
| H. Contigo Chile Mejor                       | Acción Humanista                     | 1          |
| H. Contigo Chile Mejor                       | Independientes                       | 15         |
| P. Partido de la Gente e Independientes      | Partido de la Gente                  |            |
| R. Centro Democrático                        | Demócratas                           |            |
| R. Centro Democrático                        | Amarillos por Chile                  |            |
| X. Ecologistas, Animalistas e Independientes | Partido Alianza Verde Popular        |            |
| X. Ecologistas, Animalistas e Independientes | Independientes                       |            |
| Y. Republicanos e Independientes             | Partido Republicano de Chile         | 12         |
| Y. Republicanos e Independientes             | Independientes                       | 1          |
| Z. Chile Vamos                               | Renovación Nacional                  | 12         |
| Z. Chile Vamos                               | Unión Demócrata Independiente        | 12         |
| Z. Chile Vamos                               | Evolución Política                   | 2          |
| Z. Chile Vamos                               | Independientes                       | 10         |
| Candidaturas Independientes                  | Candidaturas Independientes          | 86         |
| Total de candidatos a alcaldes               | Total de candidatos a alcaldes       | 209        |

## Resultados

### Alcaldes
| Municipio           | Alcalde saliente                  | Partido | Partido | Alcalde electo                 | Partido | Partido  |
| ------------------- | --------------------------------- | ------- | ------- | ------------------------------ | ------- | -------- |
| Alhué               | Roberto Torres Huerta             |         | Ind-PDC | Marcela Chamorro Macías        |         | Ind-PDC  |
| Buin                | Miguel Araya Lobos                |         | UDI     | Miguel Araya Lobos             |         | UDI      |
| Calera de Tango     | Hortensia Mora Catalán            |         | UDI     | Hortensia Mora Catalán         |         | UDI      |
| Cerrillos           | Lorena Facuse Rojas               |         | Ind-PL  | Johnny Yáñez Díaz              |         | Ind      |
| Cerro Navia         | Mauro Tamayo Rozas                |         | Ind     | Mauro Tamayo Rozas             |         | Ind      |
| Colina              | Isabel Valenzuela Ahumada         |         | UDI     | Isabel Valenzuela Ahumada      |         | UDI      |
| Conchalí            | René de la Vega Fuentes           |         | Ind     | René de la Vega Fuentes        |         | Ind      |
| Curacaví            | Juan Pablo Barros Basso           |         | UDI     | Christian Hernández Villanueva |         | Ind      |
| El Bosque           | Manuel Zúñiga Aguilar             |         | PS      | Manuel Zúñiga Aguilar          |         | PS       |
| El Monte            | Zandra Maulén Jofré               |         | Ind-PPD | Zandra Maulén Jofré            |         | Ind-PPD  |
| Estación Central    | Felipe Muñoz Vallejos             |         | Ind-FA  | Felipe Muñoz Vallejos          |         | Ind-FA   |
| Huechuraba          | Carlos Cuadrado Prats             |         | PPD     | Max Luksic Lederer             |         | Ind-UDI  |
| Independencia       | Carola Rivero Canales             |         | PS      | Agustín Iglesias Muñoz         |         | Ind-UDI  |
| Isla de Maipo       | Juan Pablo Olave Cambara          |         | Ind-UDI | Juan Pablo Olave Cambara       |         | Ind-UDI  |
| La Cisterna         | Joel Olmos Espinoza               |         | AH      | Joel Olmos Espinoza            |         | AH       |
| La Florida          | Rodolfo Carter Fernández          |         | Ind-UDI | Daniel Reyes Morales           |         | Ind-UDI  |
| La Granja           | Felipe Delpin Aguilar             |         | PDC     | Claudio Arriagada Macaya       |         | Ind      |
| La Pintana          | Claudia Pizarro Peña              |         | PDC     | Claudia Pizarro Peña           |         | PDC      |
| La Reina            | José Manuel Palacios Parra        |         | UDI     | José Manuel Palacios Parra     |         | UDI      |
| Lampa               | Jonathan Opazo Carrasco           |         | Ind-PL  | Jonathan Opazo Carrasco        |         | Ind-PL   |
| Las Condes          | Daniela Peñaloza Ramos            |         | UDI     | Catalina San Martín            |         | Ind      |
| Lo Barnechea        | Cristóbal Lira Ibáñez             |         | UDI     | Felipe Alessandri Vergara      |         | RN       |
| Lo Espejo           | Javiera Reyes Jara                |         | PC      | Javiera Reyes Jara             |         | PC       |
| Lo Prado            | Maximiliano Ríos Galleguillos     |         | PPD     | Maximiliano Ríos Galleguillos  |         | PPD      |
| Macul               | Gonzalo Montoya Riquelme          |         | Ind     | Eduardo Espinoza Gaete         |         | Ind-PREP |
| Maipú               | Tomás Vodanovic Escudero          |         | FA      | Tomás Vodanovic Escudero       |         | FA       |
| María Pinto         | Jessica Mualim Fajuri             |         | RN      | Jessica Mualim Fajuri          |         | RN       |
| Melipilla           | Lorena Olavarría Baeza            |         | FA      | Paula Gárate Rojas             |         | UDI      |
| Ñuñoa               | Emilia Ríos Saavedra              |         | FA      | Sebastián Sichel Ramírez       |         | Ind-UDI  |
| Padre Hurtado       | Felipe Muñoz Heredia              |         | PS      | Felipe Muñoz Heredia           |         | PS       |
| Paine               | Rodrigo Contreras Gutiérrez       |         | UDI     | Rodrigo Contreras Gutiérrez    |         | UDI      |
| Pedro Aguirre Cerda | Luis Astudillo Peiretti           |         | Ind-PS  | Luis Astudillo Peiretti        |         | Ind-PS   |
| Peñaflor            | Nibaldo Meza Garfia               |         | PDC     | Rodrigo Cornejo Inostroza      |         | UDI      |
| Peñalolén           | Carolina Leitao Álvarez-Salamanca |         | PDC     | Miguel Concha Manso            |         | FA       |
| Pirque              | Jaime Escudero Ramos              |         | Ind-PPD | Jaime Escudero Ramos           |         | Ind-PPD  |
| Providencia         | Evelyn Matthei Fornet             |         | UDI     | Jaime Bellolio Avaria          |         | UDI      |
| Pudahuel            | Ítalo Bravo Lizana                |         | Ind-PC  | Ítalo Bravo Lizana             |         | Ind-PC   |
| Puente Alto         | Germán Codina Powers              |         | RN      | Matías Toledo Herrera          |         | Ind      |
| Quilicura           | Paulina Bobadilla Navarrete       |         | Ind-FA  | Paulina Bobadilla Navarrete    |         | Ind-FA   |
| Quinta Normal       | Karina Andrea Delfino Mussa       |         | PS      | Karina Andrea Delfino Mussa    |         | PS       |
| Recoleta            | Fares Jadue Leiva                 |         | PC      | Fares Jadue Leiva              |         | PC       |
| Renca               | Claudio Castro Salas              |         | Ind     | Claudio Castro Salas           |         | Ind      |
| San Bernardo        | Christopher White Bahamondes      |         | PS      | Christopher White Bahamondes   |         | PS       |
| San Joaquín         | Cristóbal Labra Bassa             |         | Ind     | Cristóbal Labra Bassa          |         | Ind      |
| San José de Maipo   | Roberto Pérez Catalán             |         | PR      | Roberto Pérez Catalán          |         | PR       |
| San Miguel          | Érika Martínez Osorio             |         | FA      | Carol Bown Sepúlveda           |         | UDI      |
| San Pedro           | Emilio Cerda Sagurie              |         | PPD     | Manuel Devia Vilches           |         | Ind-UDI  |
| San Ramón           | Gustavo Toro Quintana             |         | PDC     | Gustavo Toro Quintana          |         | PDC      |
| Santiago            | Irací Hassler Jacob               |         | PC      | Mario Desbordes Jiménez        |         | RN       |
| Talagante           | Carlos Álvarez Esteban            |         | PS      | Sebastián Rosas Guerrero       |         | PS       |
| Til Til             | Luis Valenzuela Cruzat            |         | FA      | César Mena Retamal             |         | Ind-PREP |
| Vitacura            | Camila Merino Catalán             |         | EVO     | Camila Merino Catalán          |         | EVO      |

### Concejales
| Partido | Partido | Actual | Electos | +/- |
| ------- | ------- | ------ | ------- | --- |
|         | PREP    | 13     | 71      | +58 |
|         | RN      | 47     | 65      | +18 |
|         | UDI     | 32     | 55      | +23 |
|         | FA      | 54     | 50      | −4  |
|         | PS      | 60     | 44      | −16 |
|         | PC      | 65     | 39      | −26 |
|         | PPD     | 25     | 17      | −8  |
|         | PR      | 17     | 15      | −2  |
|         | AVP     | 5      | 11      | +6  |
|         | PDC     | 27     | 10      | −17 |
|         | FRVS    | 14     | 6       | −8  |
|         | Evópoli | 10     | 6       | −4  |
|         | PH      | 7      | 6       | −1  |
|         | PL      | 4      | 5       | +1  |
|         | PDG     | 1      | 3       | +2  |
|         | IND     | 5      | 2       | −3  |
|         | D       | 3      | 1       | −2  |
|         | AH      | 2      | 1       | −1  |
|         | PP      | 2      | 1       | −1  |
|         | PSC     | 1      | 1       | 0   |
|         | PI      | 5      | 0       | −5  |
|         | PEV     | 4      | 0       | −4  |
|         | PRO     | 2      | 0       | −2  |
|         | CIU     | 1      | 0       | −1  |

## Provincia de Santiago

### Santiago

#### Alcaldes
| Actual alcalde          | Irací Hassler Jacob (PCCh)                | Irací Hassler Jacob (PCCh) | Irací Hassler Jacob (PCCh) | Irací Hassler Jacob (PCCh) | Irací Hassler Jacob (PCCh) |
| Candidato               | Pacto                                     | Partido                    | Votos                      | %                          | Resultado                  |
| ----------------------- | ----------------------------------------- | -------------------------- | -------------------------- | -------------------------- | -------------------------- |
| Irací Hassler Jacob     | Contigo Chile Mejor                       | PCCh                       | 62 216                     | 28,67%                     |                            |
| Mario Desbordes Jiménez | Chile Vamos                               | RN                         | 110 881                    | 51,10%                     | Electo                     |
| Karen Osorio Muñoz      | Partido de la Gente                       | PDG                        | 14 891                     | 6,86%                      |                            |
| Rosario Carvajal Araya  | Ecologistas, Animalistas e Independientes | Ind.                       | 19 814                     | 9,13%                      |                            |
| Gaspar Ortiz Cárdenas   | Izquierda Ecologista Popular              | Ind.                       | 9180                       | 4,23%                      |                            |

#### Concejales electos
| Coalición | Coalición                                 | Candidatos | Votos  | %      | Concejales electos |
| --------- | ----------------------------------------- | ---------- | ------ | ------ | --- |
|           | Contigo Chile Mejor (4 listas)            | 33         | 58.904 | 31,81% | - Ana María Yáñez Varas (FA) - Dafne Concha Ferrando (PC) - Camila Davagnino Reyes (PC)                                       |
|           | Izquierda Ecologista Popular              | 8          | 7.743  | 4,18%  | |
|           | Ecologistas, Animalistas e Independientes | 6          | 11.023 | 5,95%  | - Claudia Martínez Ramírez |
|           | Partido de la Gente                       | 4          | 8.170  | 4,41%  | |
|           | Centro Democrático                        | 4          | 6.295  | 3,40%  | |
|           | Chile Vamos (2 listas)                    | 19         | 57.481 | 31,04% | - Luis Mackenna Irarrázabal (UDI) - Juan Mena Echeverría (RN) - Santiago Mekis Arnolds (RN) - María José Ramírez Calquín (RN) |
|           | Republicanos                              | 9          | 30.285 | 16,35% | - Vicente Martínez Álvarez - Carolina Prieto Nuñez                                                                            |
|           | Partido Social Cristiano                  | 6          | 5.274  | 2,85%  | |

En negrita Concejal que obtiene la primera mayoría de votos en las elecciones municipales, realizada el 26 y 27 de octubre de 2024.

### Cerrillos

#### Alcaldes
| Actual alcaldesa            | Lorena Facuse Rojas (Ind.) | Lorena Facuse Rojas (Ind.) | Lorena Facuse Rojas (Ind.) | Lorena Facuse Rojas (Ind.) | Lorena Facuse Rojas (Ind.) |
| Candidato                   | Pacto                      | Partido                    | Votos                      | %                          | Resultado                  |
| --------------------------- | -------------------------- | -------------------------- | -------------------------- | -------------------------- | -------------------------- |
| Lorena Facuse Rojas         | Contigo Chile Mejor        | Ind.                       | 11 852                     | 24,25%                     |                            |
| Alejandro Almendares Muller | Chile Vamos                | RN                         | 10 173                     | 20,82%                     |                            |
| Luis Cortés Ibarra          | Republicanos               | PRCh                       | 5 437                      | 11,13%                     |                            |
| Nehel Muñoz Lagos           | Partido Social Cristiano   | PSC                        | 1 709                      | 3,50%                      |                            |
| Johnny Yáñez Díaz           | Independiente              | Ind.                       | 12 037                     | 24,62%                     | Electo                     |
| Orfilia Castro Tobar        | Independiente              | Ind.                       | 7 663                      | 15,69%                     |                            |

#### Concejales electos
| Coalición | Coalición                                 | Candidatos | Votos  | %      | Concejales electos                               |
| --------- | ----------------------------------------- | ---------- | ------ | ------ | ------------------------------------------------ |
|           | Contigo Chile Mejor (4 listas)            | 24         | 17.007 | 39,78% | - Luis Leiva Godoy (FA) - Roxana Muñoz Daza (PR) |
|           | Ecologistas, Animalistas e Independientes | 4          | 4.032  | 9,43%  | - Josefina Osorio Oviedo                         |
|           | Partido de la Gente                       | 4          | 4.670  | 10,92% | - Daivit Mellado Ramírez                         |
|           | Chile Vamos (2 listas)                    | 10         | 9.534  | 22,30% | - Juan Jiménez Retamal (RN)                      |
|           | Republicanos                              | 4          | 30.144 | 14,71% | - Carolina Burgos Alarcón                        |
|           | Partido Social Cristiano                  | 1          | 1.219  | 2,85%  |                                                  |

### Cerro Navia

#### Alcaldes
| Actual alcalde             | Mauro Tamayo Rozas (Ind.) | Mauro Tamayo Rozas (Ind.) | Mauro Tamayo Rozas (Ind.) | Mauro Tamayo Rozas (Ind.) | Mauro Tamayo Rozas (Ind.) |
| Candidato                  | Pacto                     | Partido                   | Votos                     | %                         | Resultado                 |
| -------------------------- | ------------------------- | ------------------------- | ------------------------- | ------------------------- | ------------------------- |
| Mauro Tamayo Rozas         | Independiente             | Ind.                      | 44 746                    | 53,91%                    | Reelecto                  |
| Iris Morales Olivares      | Contigo Chile Mejor       | FRVS                      | 3 006                     | 3,62%                     |                           |
| Julieta Santibáñez Latorre | Chile Vamos               | RN                        | 23 829                    | 28,71%                    |                           |
| José Cáceres Muñoz         | Partido Social Cristiano  | PSC                       | 4 036                     | 4,86%                     |                           |
| Pilar Roa Alarcón          | Independiente             | Ind.                      | 3 326                     | 4,01%                     |                           |
| José Sepúlveda Zelada      | Independiente             | Ind.                      | 4 056                     | 4,89%                     |                           |

#### Concejales electos
| Coalición | Coalición                                 | Candidatos | Votos  | %      | Concejales electos |
| --------- | ----------------------------------------- | ---------- | ------ | ------ | --- |
|           | Contigo Chile Mejor (4 listas)            | 25         | 32.201 | 46,31% | - Sebastián Caiceo Bacón (FA) - David Urbina Huerta (FA) - Zaida Inostroza Valenzuela (PC) - Mario Ferrada Leiva (PC) - Ismael Alberti Garrido (PS) |
|           | Izquierda Ecologista Popular              | 8          | 3.265  | 4,70%  | |
|           | Ecologistas, Animalistas e Independientes | 2          | 2.149  | 3,09%  | |
|           | Partido de la Gente                       | 2          | 3.299  | 4,74%  | |
|           | Centro Democrático                        | 5          | 2.819  | 4,05%  | |
|           | Chile Vamos (2 listas)                    | 16         | 16.281 | 30,95% | - Danae Vera Calderón (RN) - Frank Lobos Acuña (RN)                                                                                                 |
|           | Republicanos                              | 2          | 5.555  | 7,99%  | - Luis Beltrán Manríquez |
|           | Partido Social Cristiano                  | 6          | 3.958  | 5,69%  | |

### Conchalí

#### Alcaldes
| Actual alcalde                 | René de la Vega Fuentes (Ind.) (Ind.)     | René de la Vega Fuentes (Ind.) (Ind.) | René de la Vega Fuentes (Ind.) (Ind.) | René de la Vega Fuentes (Ind.) (Ind.) | René de la Vega Fuentes (Ind.) (Ind.) |
| Candidato                      | Pacto                                     | Partido                               | Votos                                 | %                                     | Resultado                             |
| ------------------------------ | ----------------------------------------- | ------------------------------------- | ------------------------------------- | ------------------------------------- | ------------------------------------- |
| René de la Vega Fuentes        | Independiente                             | Ind.                                  | 27 417                                | 34,34%                                | Reelecto                              |
| Grace Arcos Maturana           | Contigo Chile Mejor                       | PCCh                                  | 14 481                                | 18,14%                                |                                       |
| Macarena García-Huidobro Llort | Republicanos                              | PRCh                                  | 11 915                                | 14,93%                                |                                       |
| Erick Coñomán Garay            | Izquierda Ecologista Popular              | PH                                    | 7 526                                 | 9,43%                                 |                                       |
| María Valenzuela Pino          | Ecologistas, Animalistas e Independientes | PAVP                                  | 4 981                                 | 6,24%                                 |                                       |
| Rodrigo Caramori Donoso        | Centro Democrático                        | Ind.                                  | 5 465                                 | 6,85%                                 |                                       |
| Ronald Opazo Cerpa             | Independiente                             | Ind.                                  | 4 013                                 | 5,03%                                 |                                       |
| Rubén Carvacho Rivera          | Independiente                             | Ind.                                  | 4 031                                 | 5,05%                                 |                                       |

#### Concejales electos
| Coalición | Coalición                                 | Candidatos | Votos  | %      | Concejales electos                                                                        |
| --------- | ----------------------------------------- | ---------- | ------ | ------ | ----------------------------------------------------------------------------------------- |
|           | Contigo Chile Mejor (4 listas)            | 23         | 26.129 | 38,02% | - Paula Pérez Espinoza (PC) - Lisette Ponce Palacios (PPD) - Patricia Molina Molina (PDC) |
|           | Izquierda Ecologista Popular              | 7          | 7.064  | 10,28% | - Marjorie Melo Valenzuela (PH)                                                           |
|           | Ecologistas, Animalistas e Independientes | 2          | 4.075  | 5,93%  |                                                                                           |
|           | Partido de la Gente                       | 3          | 2.983  | 4,34%  |                                                                                           |
|           | Centro Democrático                        | 5          | 2.807  | 4,08%  |                                                                                           |
|           | Chile Vamos (2 listas)                    | 13         | 13.387 | 19,48% | - Hernán Corona Sánchez (UDI) - Miguel Astudillo Cáceres (RN)                             |
|           | Republicanos                              | 5          | 12.282 | 17,87% | - Martín Muñoz Olivares - Krishna Narváez Espinoza                                        |

### El Bosque

#### Alcaldes
| Actual alcalde         | Manuel Zúñiga Aguilar (PS) | Manuel Zúñiga Aguilar (PS) | Manuel Zúñiga Aguilar (PS) | Manuel Zúñiga Aguilar (PS) | Manuel Zúñiga Aguilar (PS) |
| Candidato              | Pacto                      | Partido                    | Votos                      | %                          | Resultado                  |
| ---------------------- | -------------------------- | -------------------------- | -------------------------- | -------------------------- | -------------------------- |
| Manuel Zúñiga Aguilar  | Contigo Chile Mejor        | PS                         | 49 269                     | 49,79%                     | Reelecto                   |
| Felipe Ross Correa     | Republicanos               | PRCh                       | 29 103                     | 29,41%                     |                            |
| Sebastián Vega Umatino | Independiente              | Ind.                       | 20.584                     | 20,80%                     |                            |

#### Concejales electos
| Coalición | Coalición                                 | Candidatos | Votos  | %      | Concejales electos |
| --------- | ----------------------------------------- | ---------- | ------ | ------ | --- |
|           | Contigo Chile Mejor (4 listas)            | 26         | 34.764 | 41,06% | - José Miguel Laiño González (PC) - Lorena Downey Belmar (PS) - Simón Melo Contreras (PS) - Nicol Sepúlveda Hernández (PS) |
|           | Izquierda Ecologista Popular              | 6          | 4.106  | 4,85%  | |
|           | Ecologistas, Animalistas e Independientes | 5          | 4.700  | 5,55%  | |
|           | Partido de la Gente                       | 1          | 4.416  | 5,22%  | |
|           | Centro Democrático                        | 4          | 3.552  | 4,20%  | |
|           | Chile Vamos (2 listas)                    | 13         | 15.682 | 18,52% | - Patricia Arriagada Núñez (UDI) - Carlos Contreras Muñoz (RN)                                                             |
|           | Republicanos                              | 7          | 14.012 | 16,55% | - Rafael Valenzuela Pérez - Rosa Peralta Valenzuela                                                                        |
|           | Partido Social Cristiano                  | 4          | 3.419  | 4,04%  | |

### Estación Central

#### Alcaldes
| Actual alcalde             | Felipe Muñoz Vallejos (Ind.) | Felipe Muñoz Vallejos (Ind.) | Felipe Muñoz Vallejos (Ind.) | Felipe Muñoz Vallejos (Ind.) | Felipe Muñoz Vallejos (Ind.) |
| Candidato                  | Pacto                        | Partido                      | Votos                        | %                            | Resultado                    |
| -------------------------- | ---------------------------- | ---------------------------- | ---------------------------- | ---------------------------- | ---------------------------- |
| Felipe Muñoz Vallejos      | Contigo Chile Mejor          | Ind.                         | 41 852                       | 50,13%                       | Reelecto                     |
| Ivo Pavlovic Lazcano       | Chile Vamos                  | UDI                          | 19 034                       | 22,80%                       |                              |
| Miguel Abdo Ara            | Independiente                | Ind.                         | 11 633                       | 13,93%                       |                              |
| Guillermo Flores Contreras | Independiente                | Ind.                         | 10 976                       | 13,15%                       |                              |

#### Concejales electos
| Coalición | Coalición                                 | Candidatos | Votos  | %      | Concejales electos |
| --------- | ----------------------------------------- | ---------- | ------ | ------ | --- |
|           | Contigo Chile Mejor (4 listas)            | 29         | 35.534 | 49,32% | - María Elizabeth Pacheco Romero (PC) - Juan Araos Vásquez (FA) - Victoria Herrera Pacheco (FA) - Angelica Cid Venegas (PS) |
|           | Izquierda Ecologista Popular              | 5          | 3.836  | 5,32%  | |
|           | Ecologistas, Animalistas e Independientes | 2          | 3.465  | 4,81%  | |
|           | Centro Democrático                        | 2          | 1.591  | 2,21%  | |
|           | Chile Vamos (2 listas)                    | 13         | 16.360 | 22,71% | - Evelyn Pino Retamal (UDI) - Alejandra Sepúlveda Torres (RN)                                                               |
|           | Republicanos                              | 6          | 11.257 | 15,63% | - Eduardo Rojas Peña - Francisco Rodríguez Garrido                                                                          |

### Huechuraba

#### Alcaldes
| Actual alcalde             | Carlos Cuadrado Prats (PPD)               | Carlos Cuadrado Prats (PPD) | Carlos Cuadrado Prats (PPD) | Carlos Cuadrado Prats (PPD) | Carlos Cuadrado Prats (PPD) |
| Candidato                  | Pacto                                     | Partido                     | Votos                       | %                           | Resultado                   |
| -------------------------- | ----------------------------------------- | --------------------------- | --------------------------- | --------------------------- | --------------------------- |
| Carolina Rojas Charcas     | Contigo Chile Mejor                       | PPD                         | 21 112                      | 33,85%                      |                             |
| Maximiliano Luksic Lederer | Chile Vamos                               | Ind.                        | 23 971                      | 38,43%                      | Electo                      |
| Daniel Bustos Aguayo       | Centro Democrático                        | Ind.                        | 2 612                       | 4,19%                       |                             |
| Johny Pérez Vidal          | Ecologistas, Animalistas e Independientes | PAVP                        | 1 576                       | 2,53%                       |                             |
| José Rossi Giacosa         | Independiente                             | Ind.                        | 10 500                      | 16,84%                      |                             |
| Sergio Bravo               | Independiente                             | Ind.                        | 2 597                       | 4,16%                       |                             |

#### Concejales electos
| Coalición | Coalición                      | Candidatos | Votos  | %      | Concejales electos |
| --------- | ------------------------------ | ---------- | ------ | ------ | --- |
|           | Contigo Chile Mejor (3 listas) | 23         | 26.132 | 47,32% | - Barbara Plaza Escobar (PC) - Fresia Hernández Bravo (FA) - Elisa Kaelin Tello (PL) - Javiera Jiménez Palomo (PS) - Genaro Román Zamorano (PPD) |
|           | Izquierda Ecologista Popular   | 1          | 1.502  | 2,72%  | |
|           | Partido de la Gente            | 5          | 3.416  | 6,19%  | |
|           | Centro Democrático             | 4          | 1.800  | 3,26%  | |
|           | Chile Vamos (2 listas)         | 13         | 15.246 | 27,60% | - Humberto Allendes Olivares (Evópoli) - Fernando Pérez Navarro (RN)                                                                             |
|           | Republicanos                   | 4          | 7.131  | 12,91% | - Jorge Arancibia Labraña |

### Independencia

#### Alcaldes
| Actual alcalde            | Carola Rivero Canales (PS)                | Carola Rivero Canales (PS) | Carola Rivero Canales (PS) | Carola Rivero Canales (PS) | Carola Rivero Canales (PS) |
| Candidato                 | Pacto                                     | Partido                    | Votos                      | %                          | Resultado                  |
| ------------------------- | ----------------------------------------- | -------------------------- | -------------------------- | -------------------------- | -------------------------- |
| Daniela Parada Vargas     | Contigo Chile Mejor                       | FA                         | 15 519                     | 27,07%                     |                            |
| Agustín Iglesias Muñoz    | Chile Vamos                               | Ind.                       | 25 846                     | 45,09%                     | Electo                     |
| Margarita Garrido Acevedo | Partido Social Cristiano                  | Ind.                       | 7 279                      | 12,70%                     |                            |
| Jennifer Pérez Rivera     | Izquierda Ecologista Popular              | Ind.                       | 4 692                      | 8,19%                      |                            |
| Francisco Becerra Rivas   | Ecologistas, Animalistas e Independientes | PAVP                       | 3 983                      | 6,95%                      |                            |

#### Concejales electos
| Coalición | Coalición                                 | Candidatos | Votos  | %      | Concejales electos                                                                                              |
| --------- | ----------------------------------------- | ---------- | ------ | ------ | --- |
|           | Contigo Chile Mejor (4 listas)            | 21         | 18.211 | 36,63% | - Rosa Huilipan Castillo (PC) - Leyla Pichara González (FA) - José Miguel Cuevas Pino (PS)                      |
|           | Izquierda Ecologista Popular              | 4          | 1.611  | 3,24%  | |
|           | Ecologistas, Animalistas e Independientes | 3          | 2.785  | 5,60%  | |
|           | Centro Democrático                        | 2          | 1.298  | 2,61%  | |
|           | Chile Vamos (2 listas)                    | 16         | 17.663 | 35,53% | - Macarena Díaz Rossel (UDI) - Manuel Jara Vargas (UDI) - Sandra Álvarez Ruiz (RN) - Rodrigo Barco Sánchez (RN) |
|           | Republicanos                              | 5          | 6.342  | 12,76% | - Máximo Breake Díaz                                                                                            |
|           | Partido Social Cristiano                  | 4          | 1.802  | 3,62%  | |

### La Cisterna

#### Alcaldes
| Actual alcalde             | Joel Olmos Espinoza (AH) | Joel Olmos Espinoza (AH) | Joel Olmos Espinoza (AH) | Joel Olmos Espinoza (AH) | Joel Olmos Espinoza (AH) |
| Candidato                  | Pacto                    | Partido                  | Votos                    | %                        | Resultado                |
| -------------------------- | ------------------------ | ------------------------ | ------------------------ | ------------------------ | ------------------------ |
| Joel Olmos Espinoza        | Contigo Chile Mejor      | AH                       | 19 730                   | 33,67%                   | Reelecto                 |
| Marjorie Vásquez Vicuña    | Chile Vamos              | RN                       | 17 837                   | 30,44%                   |                          |
| Santiago Rebolledo Pizarro | Independiente            | Ind.                     | 12 506                   | 21,34%                   |                          |
| Francisco Muñoz Manque     | Independiente            | Ind.                     | 3 587                    | 6,12%                    |                          |
| Patricio Ossandón Ortíz    | Independiente            | Ind.                     | 4 943                    | 8,43%                    |                          |

#### Concejales electos
| Coalición | Coalición                                 | Candidatos | Votos  | %      | Concejales electos |
| --------- | ----------------------------------------- | ---------- | ------ | ------ | --- |
|           | Contigo Chile Mejor (4 listas)            | 28         | 24.765 | 48,22% | - Mónica Quezada González (PC) - Carola Espíndola Castro (FA) - Iván Borcoski González (PS) - Orlando Morales Becerra (PPD) - Alejandro Urrutia Jorquera (PR) |
|           | Ecologistas, Animalistas e Independientes | 4          | 3.348  | 6,52%  | |
|           | Centro Democrático                        | 2          | 914    | 1,78%  | |
|           | Chile Vamos (2 listas)                    | 13         | 13.465 | 26,21% | - Gonzalo Aguayo Gajardo (RN) - Maritza Salas Vega (RN) |
|           | Republicanos                              | 4          | 7.315  | 14,24% | - César Antillanca Urrutia |
|           | Partido Social Cristiano                  | 2          | 1.559  | 3,04%  | |

### La Florida

#### Alcaldes
| Actual alcalde          | Rodolfo Carter Fernández (Ind.)           | Rodolfo Carter Fernández (Ind.) | Rodolfo Carter Fernández (Ind.) | Rodolfo Carter Fernández (Ind.) | Rodolfo Carter Fernández (Ind.) |
| Candidato               | Pacto                                     | Partido                         | Votos                           | %                               | Resultado                       |
| ----------------------- | ----------------------------------------- | ------------------------------- | ------------------------------- | ------------------------------- | ------------------------------- |
| Nicolás Hurtado Acuña   | Contigo Chile Mejor                       | PC                              | 69 534                          | 29,39%                          |                                 |
| Daniel Reyes Morales    | Chile Vamos                               | Ind.                            | 124 509                         | 52,63%                          | Electo                          |
| Carol Espinaza Aschieri | Partido Social Cristiano                  | PSC                             | 10 983                          | 4,64%                           |                                 |
| Juan Zurita Medina      | Izquierda Ecologista Popular              | PH                              | 9 251                           | 3,91%                           |                                 |
| Paola Romero Llanos     | Ecologistas, Animalistas e Independientes | Ind.                            | 22 293                          | 9,42%                           |                                 |

#### Concejales electos
| Coalición | Coalición                                 | Candidatos | Votos  | %      | Concejales electos |
| --------- | ----------------------------------------- | ---------- | ------ | ------ | --- |
|           | Contigo Chile Mejor (4 listas)            | 34         | 77.128 | 37,53% | - José Seves Rojas (PC) - Victoria Oyarzun Carvajal (PC) - Lia Gálvez Fuentes (FA) - Reinaldo Rosales Méndez (PPD)                                 |
|           | Izquierda Ecologista Popular              | 10         | 9.763  | 4,75%  | |
|           | Ecologistas, Animalistas e Independientes | 6          | 11.507 | 5,60%  | |
|           | Centro Democrático                        | 1          | 5.769  | 2,81%  | |
|           | Chile Vamos (2 listas)                    | 19         | 67.772 | 32,98% | - Alejandra Parra Galasso (UDI) - Felipe Mancilla Mejías (RN) - Renata Santander Ramírez (RN) - Leticia Lagos Vidal (RN) - Hugo Herrera Baeza (RN) |
|           | Republicanos                              | 8          | 24.652 | 12,00% | - Martina Díaz Carrasco |
|           | Partido Social Cristiano                  | 5          | 8.901  | 4,33%  | |

### La Granja

#### Alcaldes
| Actual alcalde           | Felipe Delpín Aguilar (DC) | Felipe Delpín Aguilar (DC) | Felipe Delpín Aguilar (DC) | Felipe Delpín Aguilar (DC) | Felipe Delpín Aguilar (DC) |
| Candidato                | Pacto                      | Partido                    | Votos                      | %                          | Resultado                  |
| ------------------------ | -------------------------- | -------------------------- | -------------------------- | -------------------------- | -------------------------- |
| Edita Alarcón Saavedra   | Contigo Chile Mejor        | DC                         | 20 877                     | 28,76%                     |                            |
| Freddy Brito Uribe       | Partido Social Cristiano   | Ind.                       | 3 301                      | 4,55%                      |                            |
| Claudio Arriagada Macaya | Independiente              | Ind.                       | 23 106                     | 31,83%                     | Electo                     |
| Germán Pino Maturana     | Independiente              | Ind.                       | 11 803                     | 16,26%                     |                            |
| Silvana Poblete Romero   | Independiente              | Ind.                       | 6 423                      | 8,85%                      |                            |
| Marcelo Ortíz Aravena    | Independiente              | Ind.                       | 7 076                      | 9,75%                      |                            |

#### Concejales electos
| Coalición | Coalición                                 | Candidatos | Votos  | %      | Concejales electos |
| --------- | ----------------------------------------- | ---------- | ------ | ------ | --- |
|           | Contigo Chile Mejor (4 listas)            | 27         | 31.420 | 50,38% | - Ximena Palacios Orellana (FA) - Guillermo Moreno Barrios (PL) - Sergio Urbina Núñez (PDC) - Juan Valdes Valdes (PS) - Bernardita Aguirre Cabezas (PS) |
|           | Izquierda Ecologista Popular              | 5          | 3.015  | 4,83%  | |
|           | Ecologistas, Animalistas e Independientes | 7          | 4.705  | 7,54%  | - Nancy Nicul Lincoleo |
|           | Partido de la Gente                       | 2          | 2.471  | 3,96%  | |
|           | Centro Democrático                        | 2          | 2.879  | 4,62%  | |
|           | Chile Vamos (2 listas)                    | 11         | 8.331  | 13,36% | - María de La Jara Frías (RN) |
|           | Republicanos                              | 5          | 7.034  | 11,28% | - Tamara Osorio Peralta |
|           | Partido Social Cristiano                  | 2          | 2.508  | 4,02%  | |

### La Pintana

#### Alcaldes
| Actual alcaldesa            | Claudia Pizarro Peña (DC)                 | Claudia Pizarro Peña (DC) | Claudia Pizarro Peña (DC) | Claudia Pizarro Peña (DC) | Claudia Pizarro Peña (DC) |
| Candidato                   | Pacto                                     | Partido                   | Votos                     | %                         | Resultado                 |
| --------------------------- | ----------------------------------------- | ------------------------- | ------------------------- | ------------------------- | ------------------------- |
| Claudia Pizarro Peña        | Contigo Chile Mejor                       | DC                        | 38 736                    | 38,86%                    | Reelecta                  |
| David Zambrano Salazar      | Partido de la Gente                       | PDG                       | 9 124                     | 9,15%                     |                           |
| Pablo Maltés Biskupovic     | Ecologistas, Animalistas e Independientes | Ind.                      | 9 879                     | 9,91%                     |                           |
| Guillermo Benavides Aguirre | Independiente                             | Ind.                      | 36 012                    | 36,13%                    |                           |
| Héctor Garrido Astudillo    | Independiente                             | Ind.                      | 5 934                     | 5,95%                     |                           |

#### Concejales electos
| Coalición | Coalición                                 | Candidatos | Votos  | %      | Concejales electos                                                                                           |
| --------- | ----------------------------------------- | ---------- | ------ | ------ | --- |
|           | Contigo Chile Mejor (4 listas)            | 31         | 33.106 | 39,96% | - Waleska Salas Núñez (PC) - René Díaz Jorquera (PR) - Marcela Poveda Morales (PDC) - Iván López Bilbao (PS) |
|           | Izquierda Ecologista Popular              | 6          | 8.276  | 9,99%  | - Roberto Jaramillo Carreño (PH)                                                                             |
|           | Ecologistas, Animalistas e Independientes | 8          | 7.016  | 8,47%  | - Stephany Hurtado Panes                                                                                     |
|           | Partido de la Gente                       | 5          | 6.039  | 7,29%  | |
|           | Centro Democrático                        | 3          | 3.586  | 4,33%  | |
|           | Chile Vamos (2 listas)                    | 9          | 12.456 | 15,03% | - Sara Guerrero Martínez (RN)                                                                                |
|           | Republicanos                              | 4          | 7.860  | 9,49%  | - Isaac Núñez Sepúlveda                                                                                      |
|           | Partido Social Cristiano                  | 5          | 4.513  | 5,45%  | |

### La Reina

#### Alcaldes
| Actual alcalde                  | José Palacios Parra (UDI)                 | José Palacios Parra (UDI) | José Palacios Parra (UDI) | José Palacios Parra (UDI) | José Palacios Parra (UDI) |
| Candidato                       | Pacto                                     | Partido                   | Votos                     | %                         | Resultado                 |
| ------------------------------- | ----------------------------------------- | ------------------------- | ------------------------- | ------------------------- | ------------------------- |
| José Palacios Parra             | Chile Vamos                               | UDI                       | 47 335                    | 70,36%                    | Reelecto                  |
| Marilén Cabrera Olmos           | Contigo Chile Mejor                       | AH                        | 12 702                    | 18,88%                    |                           |
| Valentina Lowick-Russell Vargas | Ecologistas, Animalistas e Independientes | PAVP                      | 7 235                     | 10,75%                    |                           |

#### Concejales electos
| Coalición | Coalición                                 | Candidatos | Votos  | %      | Concejales electos |
| --------- | ----------------------------------------- | ---------- | ------ | ------ | --- |
|           | Contigo Chile Mejor (4 listas)            | 26         | 21.562 | 34,61% | - Fernando Encina Waissbluth (FA) - Cristian Del Canto Quiroga (PS)                                                             |
|           | Izquierda Ecologista Popular              | 5          | 2.336  | 3,75%  | |
|           | Ecologistas, Animalistas e Independientes | 1          | 2.636  | 4,23%  | |
|           | Chile Vamos (2 listas)                    | 14         | 23.238 | 37,30% | - Manuel Covarrubias Cerda (UDI) - Ursus Trotter Lecaros (UDI) - Luis Acevedo Sánchez (UDI) - Rodolfo Del Real Mihovilovic (RN) |
|           | Republicanos                              | 8          | 11.774 | 18,90% | - Mauricio Martín Hartwig - Lisette Gautier García                                                                              |
|           | Partido Social Cristiano                  | 1          | 752    | 1,21%  | |

### Las Condes

#### Alcaldes
| Actual alcaldesa           | Daniela Peñaloza Ramos (UDI)              | Daniela Peñaloza Ramos (UDI) | Daniela Peñaloza Ramos (UDI) | Daniela Peñaloza Ramos (UDI) | Daniela Peñaloza Ramos (UDI) |
| Candidato                  | Pacto                                     | Partido                      | Votos                        | %                            | Resultado                    |
| -------------------------- | ----------------------------------------- | ---------------------------- | ---------------------------- | ---------------------------- | ---------------------------- |
| Constanza Schönhaut Soto   | Contigo Chile Mejor                       | FA                           | 20 453                       | 10,53%                       |                              |
| Ángel Rozas Díaz           | Partido de la Gente                       | PDG                          | 3 590                        | 1,85%                        |                              |
| Marcela Cubillos Hevia     | Izquierda Ecologista Popular              | Ind.                         | 11 925                       | 6,14%                        |                              |
| Igor Contreras Jeria       | Ecologistas, Animalistas e Independientes | PAVP                         | 5 028                        | 2,59%                        |                              |
| Catalina San Martín Cavada | Independiente                             | Ind.                         | 77 560                       | 39,92%                       | Electa                       |
| Marcela Cubillos Sigall    | Independiente                             | Ind.                         | 75 714                       | 38,97%                       |                              |

#### Concejales electos
| Coalición | Coalición                                 | Candidatos | Votos  | %      | Concejales electos |
| --------- | ----------------------------------------- | ---------- | ------ | ------ | --- |
|           | Contigo Chile Mejor (4 listas)            | 25         | 29.446 | 16,29% | - Gema Mahmound Contreras (FA) |
|           | Izquierda Ecologista Popular              | 2          | 2.443  | 1,35%  | |
|           | Ecologistas, Animalistas e Independientes | 4          | 4.956  | 2,74%  | |
|           | Centro Democrático                        | 5          | 4.305  | 2,38%  | |
|           | Chile Vamos (2 listas)                    | 19         | 78.759 | 43,55% | - Guillermo Ureta Larraín (UDI) - Manuel Melero Abaroa (UDI) - Francesca Gorrini Tesser (Evópoli) - Luis Hadad Acevedo (RN) - Richard Kouyoumdjian Inglis (RN) |
|           | Republicanos                              | 10         | 57.918 | 32,03% | - Catalina Ugarte Millán - Pamela Hodar Alba - Cristóbal De La Maza López - Leonardo Prat Fernández                                                            |
|           | Partido Social Cristiano                  | 4          | 2.989  | 1,65%  | |

### Lo Barnechea

#### Alcaldes
| Actual alcalde            | Juan Lira Ibáñez (UDI)   | Juan Lira Ibáñez (UDI) | Juan Lira Ibáñez (UDI) | Juan Lira Ibáñez (UDI) | Juan Lira Ibáñez (UDI) |
| Candidato                 | Pacto                    | Partido                | Votos                  | %                      | Resultado              |
| ------------------------- | ------------------------ | ---------------------- | ---------------------- | ---------------------- | ---------------------- |
| Andrea Araya Salazar      | Contigo Chile Mejor      | Ind.                   | 4 363                  | 6,41%                  |                        |
| Felipe Alessandri Vergara | Chile Vamos              | RN                     | 37 957                 | 55,72%                 | Electo                 |
| Pedro Lea-Plaza Edwards   | Republicanos             | PRCh                   | 19 473                 | 28,59%                 |                        |
| Loreto Letelier Barrera   | Partido Social Cristiano | Ind.                   | 2 212                  | 3,25%                  |                        |
| Carlos Gallardo Bello     | Independiente            | Ind.                   | 4 112                  | 6,04%                  |                        |

#### Concejales electos
| Coalición | Coalición                                 | Candidatos | Votos  | %      | Concejales electos |
| --------- | ----------------------------------------- | ---------- | ------ | ------ | --- |
|           | Contigo Chile Mejor (4 listas)            | 13         | 8.435  | 12,96% | - Francisco Madrid Vera (AH) |
|           | Ecologistas, Animalistas e Independientes | 1          | 1.526  | 2,35%  | |
|           | Centro Democrático                        | 2          | 797    | 1,22%  | |
|           | Chile Vamos (2 listas)                    | 16         | 36.613 | 56,27% | - Paulette Guiloff Hes (Evópoli) - Pablo Errazuriz De La Maza (UDI) - Michael Comber Vial (RN) - Juan Chomali Kattan (RN) - Juan Parada Da Fonseca (RN) |
|           | Republicanos                              | 8          | 16.693 | 25,65% | - Benjamín Errazuriz Palacios - Carmen Mc Intyre Astorga                                                                                                |
|           | Partido Social Cristiano                  | 4          | 1.010  | 1,55%  | |

### Lo Espejo

#### Alcaldes
| Actual alcaldesa           | Javiera Reyes Jara (PCCh)                 | Javiera Reyes Jara (PCCh) | Javiera Reyes Jara (PCCh) | Javiera Reyes Jara (PCCh) | Javiera Reyes Jara (PCCh) |
| Candidato                  | Pacto                                     | Partido                   | Votos                     | %                         | Resultado                 |
| -------------------------- | ----------------------------------------- | ------------------------- | ------------------------- | ------------------------- | ------------------------- |
| Javiera Reyes Jara         | Contigo Chile Mejor                       | PC'                       | 34 606                    | 57,53%                    | Reelecta                  |
| Ingrid Rodríguez Rodríguez | Chile Vamos                               | Ind.                      | 6 057                     | 10,07%                    |                           |
| Ricardo Zambrano Arias     | Ecologistas, Animalistas e Independientes | Ind.                      | 3 716                     | 6,18%                     |                           |
| José Silva Díaz            | Independiente                             | Ind.                      | 12 039                    | 20,01%                    |                           |
| Miguel Bruna Silva         | Independiente                             | Ind.                      | 3 735                     | 6,21%                     |                           |

#### Concejales electos
| Coalición | Coalición                                 | Candidatos | Votos  | %      | Concejales electos |
| --------- | ----------------------------------------- | ---------- | ------ | ------ | --- |
|           | Contigo Chile Mejor (4 listas)            | 27         | 34.666 | 67,27% | - Carolina Sagredo Ugarte (PC) - Elizabeth Henríquez Leiva (PC) - Francisca Ganga Zúñiga (PC) - Francisca López Layana (FA) - Miguel Cerda Lucero (FRVS) - Lorena Galleguillos Oliva (PS) |
|           | Ecologistas, Animalistas e Independientes | 7          | 3.347  | 6,49%  | |
|           | Centro Democrático                        | 1          | 1.100  | 2,13%  | |
|           | Chile Vamos (2 listas)                    | 10         | 8.563  | 16,61% | - Cecilia Benavides León (UDI) - Carlo Acosta de La Fuente (RN) |
|           | Partido Social Cristiano                  | 6          | 3.860  | 7,49%  | |

### Lo Prado

#### Alcaldes
| Actual alcalde                | Maximiliano Ríos Galleguillos (PPD)       | Maximiliano Ríos Galleguillos (PPD) | Maximiliano Ríos Galleguillos (PPD) | Maximiliano Ríos Galleguillos (PPD) | Maximiliano Ríos Galleguillos (PPD) |
| Candidato                     | Pacto                                     | Partido                             | Votos                               | %                                   | Resultado                           |
| ----------------------------- | ----------------------------------------- | ----------------------------------- | ----------------------------------- | ----------------------------------- | ----------------------------------- |
| Maximiliano Ríos Galleguillos | Contigo Chile Mejor                       | PPD                                 | 34 106'                             | 56,49%                              | Reelecto                            |
| Jessica Hormazábal Espinoza   | Partido Social Cristiano                  | Ind.                                | 5 429                               | 8,99%                               |                                     |
| Jimmy Arce Leiva              | Ecologistas, Animalistas e Independientes | Ind.                                | 4 668                               | 7,73%                               |                                     |
| César Sanhueza Cea            | Independientes                            | Ind.                                | 16 170                              | 26,78%                              |                                     |

#### Concejales electos
| Coalición | Coalición                            | Candidatos | Votos  | %      | Concejales electos |
| --------- | ------------------------------------ | ---------- | ------ | ------ | --- |
|           | Contigo Chile Mejor (4 listas)       | 30         | 27.217 | 51,05% | - Paola Sandoval Sepúlveda (FA) - Santiago Guerra Sepúlveda (PC) - Marco Orellana Barra (PPD) - Diego Pérez Cabrera (PPD) - Braulio Camilo Díaz (PS) |
|           | Izquierda Ecologista Popular         | 8          | 3.759  | 7,05%  | |
|           | Partido de la Gente e Independientes | 8          | 4.430  | 8,31%  | - Miguel Rojas Villarroel |
|           | Centro Democrático                   | 3          | 2.016  | 3,78%  | |
|           | Chile Vamos (2 listas)               | 9          | 9.315  | 17,47% | - Juan Labra Sanhueza (RN) |
|           | Republicanos                         | 2          | 4.072  | 8,01%  | - Cesia Riccio Cuba |
|           | Partido Social Cristiano             | 6          | 2.316  | 4,34%  | |

### Macul

#### Alcaldes
| Actual alcalde           | Gonzalo Montoya Riquelme (Ind.) | Gonzalo Montoya Riquelme (Ind.) | Gonzalo Montoya Riquelme (Ind.) | Gonzalo Montoya Riquelme (Ind.) | Gonzalo Montoya Riquelme (Ind.) |
| Candidato                | Pacto                           | Partido                         | Votos                           | %                               | Resultado                       |
| ------------------------ | ------------------------------- | ------------------------------- | ------------------------------- | ------------------------------- | ------------------------------- |
| Gonzalo Montoya Riquelme | Independiente                   | Ind.                            | 27 406                          | 35,91%                          |                                 |
| Camila Donato Pizarro    | Contigo Chile Mejor             | PC                              | 13 158                          | 17,24%                          |                                 |
| Eduardo Espinoza Gaete   | Republicanos                    | PREP                            | 28 748                          | 37,67%                          | Electo                          |
| Franco Frías Gutiérrez   | Partido Social Cristiano        | Ind.                            | 7 001                           | 9,17%                           |                                 |

#### Concejales electos
| Coalición | Coalición                                 | Candidatos | Votos  | %      | Concejales electos |
| --------- | ----------------------------------------- | ---------- | ------ | ------ | --- |
|           | Contigo Chile Mejor (4 listas)            | 29         | 30.154 | 44,41% | - Margarita Figueroa Huenutripai (PC) - Michael Urra Depaulo (FA) - Jaime López Larraín (FRVS) - Ximena Zuleta Dinamarca (PDC) |
|           | Ecologistas, Animalistas e Independientes | 8          | 7.861  | 11,58% | - Soledad Pérez Peña |
|           | Chile Vamos (2 listas)                    | 13         | 12.965 | 19,1%  | - Cristian Aguiló Armstrong (RN)                                                                                               |
|           | Republicanos                              | 5          | 16.919 | 24,92% | - María Olga Gómez Araya - Sergio Puyol Carreño                                                                                |

### Maipú

#### Alcaldes
| Actual alcalde           | Tomás Vodanovic Escudero (FA)             | Tomás Vodanovic Escudero (FA) | Tomás Vodanovic Escudero (FA) | Tomás Vodanovic Escudero (FA) | Tomás Vodanovic Escudero (FA) |
| Candidato                | Pacto                                     | Partido                       | Votos                         | %                             | Resultado                     |
| ------------------------ | ----------------------------------------- | ----------------------------- | ----------------------------- | ----------------------------- | ----------------------------- |
| Tomás Vodanovic Escudero | Contigo Chile Mejor                       | FA                            | 227 693                       | 70,00%                        | Reelecto                      |
| Enrique Bassaletti Riess | Republicanos                              | Ind.                          | 56 157                        | 17,27%                        |                               |
| Yenifer Cerpa Castro     | Partido de la Gente                       | PDG                           | 7 691                         | 2,36%                         |                               |
| Marco Soto Bobadilla     | Izquierda Ecologista Popular              | Ind.                          | 6 575                         | 2,02%                         |                               |
| Máximo Quitral Rojas     | Ecologistas, Animalistas e Independientes | Ind.                          | 8 695                         | 2,67%                         |                               |
| Christian Vittori Muñoz  | Independiente                             | Ind.                          | 18 443                        | 5,67%                         |                               |

#### Concejales electos
| Coalición | Coalición                                 | Candidatos | Votos   | %      | Concejales electos |
| --------- | ----------------------------------------- | ---------- | ------- | ------ | --- |
|           | Contigo Chile Mejor (4 listas)            | 40         | 129.073 | 47,43% | - Ariel Ramos Stocker (PC) - Bladymir Muñoz Acevedo (FA) - Ka Quiroz Viveros (FA) - Nicolás Carrancio Fuentes (FA) - Felipe Farías López (FA) - Graciela Arochas Felber (PDC) |
|           | Izquierda Ecologista Popular              | 9          | 10.861  | 4,00%  | |
|           | Ecologistas, Animalistas e Independientes | 8          | 14.183  | 5,22%  | |
|           | Partido de la Gente                       | 3          | 11.639  | 4,29%  | |
|           | Centro Democrático                        | 7          | 9.856   | 3,63%  | |
|           | Chile Vamos (2 listas)                    | 17         | 45.144  | 16,62% | - Horacio Saavedra Núñez (UDI) - Juan Carlos Prado Chacón (RN) |
|           | Republicanos                              | 8          | 44.740  | 16,48% | - Edison Aguilera Salazar - Karen Garrido Neira |
|           | Partido Social Cristiano                  | 2          | 6.348   | 2,34%  | |

### Ñuñoa

#### Alcaldes
| Actual alcalde           | Emilia Ríos Saavedra (FA)                 | Emilia Ríos Saavedra (FA) | Emilia Ríos Saavedra (FA) | Emilia Ríos Saavedra (FA) | Emilia Ríos Saavedra (FA) |
| Candidato                | Pacto                                     | Partido                   | Votos                     | %                         | Resultado                 |
| ------------------------ | ----------------------------------------- | ------------------------- | ------------------------- | ------------------------- | ------------------------- |
| Emilia Ríos Saavedra     | Contigo Chile Mejor                       | FA                        | 73 257                    | 45,93%                    |                           |
| Sebastián Sichel Ramírez | Chile Vamos                               | Ind.                      | 74 472                    | 46,69%                    | Electo                    |
| Emilio Romero Berríos    | Partido Social Cristiano                  | Ind.                      | 5 307                     | 3,33%                     |                           |
| Josué Ormazábal Morales  | Ecologistas, Animalistas e Independientes | Ind.                      | 6 456                     | 4,05%                     |                           |

#### Concejales electos
| Coalición | Coalición                                 | Candidatos | Votos  | %      | Concejales electos |
| --------- | ----------------------------------------- | ---------- | ------ | ------ | --- |
|           | Contigo Chile Mejor (4 listas)            | 35         | 61.841 | 41,06% | - Mireya del Río Barañao (PC) - Alejandra Valle Salinas (PC) - Verónica Chávez Gutíerrez (FA) - Andrés Argandoña Besoin (FA) - Maite Descouvieres Vargas (PS) |
|           | Izquierda Ecologista Popular              | 2          | 2.456  | 1,73%  | |
|           | Ecologistas, Animalistas e Independientes | 9          | 7.162  | 5,04%  | |
|           | Centro Democrático                        | 6          | 3.542  | 2,49%  | |
|           | Chile Vamos (2 listas)                    | 17         | 44.278 | 31,14% | - Nicolás Saldivia Niklitschek (UDI) - Guido Benavides Araneda (RN) - Daniela Bonvallet Setti (RN)                                                            |
|           | Republicanos                              | 10         | 20.905 | 14,70% | - Carlos Vega Cifuentes - María Ximena Aros Espinoza |
|           | Partido Social Cristiano                  | 3          | 1.990  | 1,40%  | |

### Pedro Aguirre Cerda

#### Alcaldes
| Actual alcalde          | Luis Astudillo Peiretti (Ind.) | Luis Astudillo Peiretti (Ind.) | Luis Astudillo Peiretti (Ind.) | Luis Astudillo Peiretti (Ind.) | Luis Astudillo Peiretti (Ind.) |
| Candidato               | Pacto                          | Partido                        | Votos                          | %                              | Resultado                      |
| ----------------------- | ------------------------------ | ------------------------------ | ------------------------------ | ------------------------------ | ------------------------------ |
| Luis Astudillo Peiretti | Contigo Chile Mejor            | Ind.                           | 40 674                         | 62,20%                         | Reelecto                       |
| Humberto García Díaz    | Chile Vamos                    | RN                             | 7 168                          | 10,96%                         |                                |
| Constanza Rozas Salgado | Izquierda Ecologista Popular   | Ind.                           | 5 127                          | 7,84%                          |                                |
| Juan Rozas Romero       | Independiente                  | Ind.                           | 12 420                         | 18,99%                         |                                |

#### Concejales electos
| Coalición | Coalición                                 | Candidatos | Votos  | %      | Concejales electos |
| --------- | ----------------------------------------- | ---------- | ------ | ------ | --- |
|           | Contigo Chile Mejor (4 listas)            | 30         | 33.401 | 59,00% | - Gloria Rodríguez Calderón (PC) - Romina Fuentealba Padilla (FA) - Carlos Contreras Fuentes (PL) - Evaristo Aravena Toledo (PR) - Soledad Martínez Gallegos (PS) - Michel Lobos González (PS) |
|           | Izquierda Ecologista Popular              | 1          | 1.426  | 2,52%  | |
|           | Ecologistas, Animalistas e Independientes | 1          | 1.523  | 2,69%  | |
|           | Centro Democrático                        | 3          | 2.300  | 4,06%  | |
|           | Chile Vamos (2 listas)                    | 14         | 8.048  | 14,21% | - María Arjona Baldessari (RN) |
|           | Republicanos                              | 6          | 4.843  | 8,55%  | |
|           | Candidaturas Independientes               | 1          | 5.071  | 8,96%  | - Daniel Muñoz Silva |

### Peñalolén

#### Alcaldes
| Actual alcaldesa       | Carolina Leitao Álvarez-Salamanca (DC) | Carolina Leitao Álvarez-Salamanca (DC) | Carolina Leitao Álvarez-Salamanca (DC) | Carolina Leitao Álvarez-Salamanca (DC) | Carolina Leitao Álvarez-Salamanca (DC) |
| Candidato              | Pacto                                  | Partido                                | Votos                                  | %                                      | Resultado                              |
| ---------------------- | -------------------------------------- | -------------------------------------- | -------------------------------------- | -------------------------------------- | -------------------------------------- |
| Miguel Concha Manso    | Contigo Chile Mejor                    | FA                                     | 52 293                                 | 36,06%                                 | Electo                                 |
| Claudia Mora Vega      | Chile Vamos                            | RN                                     | 52 170                                 | 35,98%                                 |                                        |
| Carlos Alarcón Castro  | Partido Social Cristiano               | Ind.                                   | 31 217                                 | 21,53%                                 |                                        |
| Eduardo Giesen Amtmann | Independiente                          | Ind.                                   | 9 321                                  | 6,43%                                  |                                        |

#### Concejales electos
| Coalición | Coalición                                 | Candidatos | Votos  | %      | Concejales electos |
| --------- | ----------------------------------------- | ---------- | ------ | ------ | --- |
|           | Contigo Chile Mejor (4 listas)            | 34         | 50.475 | 40,34% | - Iván Tapia Peñaloza (FA) - Daniela López Awad (FA) - Cristián Jofre Delgado (PPD) - Juan Cantuarias Cantuarias (PS) |
|           | Izquierda Ecologista Popular              | 10         | 10.503 | 8,39%  | - Claudio Hernández Olivares (PH)                                                                                     |
|           | Ecologistas, Animalistas e Independientes | 3          | 5.636  | 4,50%  | |
|           | Partido de la Gente                       | 1          | 3.354  | 2,68%  | |
|           | Centro Democrático                        | 1          | 1.907  | 1,52%  | |
|           | Chile Vamos (2 listas)                    | 19         | 30.162 | 24,10% | - Begoña Torres Kurth (UDI) - Ignacio Sánchez Pino (RN) - Carla Caro Figueroa (RN)                                    |
|           | Republicanos                              | 10         | 17.318 | 13,84% | - Sebastián Villouta Seguel - Valentina Escobar Petit                                                                 |
|           | Partido Social Cristiano                  | 10         | 5.773  | 4,61%  | |

### Providencia

#### Alcaldes
| Actual alcaldesa          | Evelyn Matthei Fornet (UDI)               | Evelyn Matthei Fornet (UDI) | Evelyn Matthei Fornet (UDI) | Evelyn Matthei Fornet (UDI) | Evelyn Matthei Fornet (UDI) |
| Candidato                 | Pacto                                     | Partido                     | Votos                       | %                           | Resultado                   |
| ------------------------- | ----------------------------------------- | --------------------------- | --------------------------- | --------------------------- | --------------------------- |
| Macarena Fernández Donoso | Contigo Chile Mejor                       | FA                          | 32 937                      | 30,68%                      |                             |
| Jaime Bellolio Avaria     | Chile Vamos                               | UDI                         | 63 755                      | 59,39%                      | Electo                      |
| Drazen Markusovic Cáceres | Partido de la Gente                       | PDG                         | 2 691                       | 2,51%                       |                             |
| Daniela Aros Torres       | Partido Social Cristiano                  | PSC                         | 3 189                       | 2,97%                       |                             |
| Cristián Alday Saavedra   | Ecologistas, Animalistas e Independientes | PAVP                        | 4 777                       | 4,45%                       |                             |

#### Concejales electos
| Coalición | Coalición                                 | Candidatos | Votos  | %      | Concejales electos |
| --------- | ----------------------------------------- | ---------- | ------ | ------ | --- |
|           | Contigo Chile Mejor (3 listas)            | 27         | 36.040 | 35,71% | - María Eugenia Pino García (FA) - Cristóbal Lagos González (FA) - María Antonieta Saa Díaz (PPD)                                                            |
|           | Ecologistas, Animalistas e Independientes | 1          | 4.882  | 4,84%  | |
|           | Partido de la Gente                       | 3          | 1.289  | 1,28%  | |
|           | Centro Democrático                        | 3          | 1.051  | 1,04%  | |
|           | Chile Vamos (2 listas)                    | 19         | 41.606 | 41,22% | - Isabel Labbé Martínez (UDI) - Carolina Plaza Guzmán (UDI) - Valentina Alarcón Chávez (Evópoli) - María Maquieira Borgoño (RN) - Mauricio Labbé Barria (RN) |
|           | Republicanos                              | 9          | 14.106 | 13,97% | - Rodrigo Valenzuela Báez - Solange Wolleter Dávila |
|           | Partido Social Cristiano                  | 7          | 1.964  | 1,95%  | |

### Pudahuel

#### Alcaldes
| Actual alcalde             | Ítalo Bravo Lizana (Ind.)                 | Ítalo Bravo Lizana (Ind.) | Ítalo Bravo Lizana (Ind.) | Ítalo Bravo Lizana (Ind.) | Ítalo Bravo Lizana (Ind.) |
| Candidato                  | Pacto                                     | Partido                   | Votos                     | %                         | Resultado                 |
| -------------------------- | ----------------------------------------- | ------------------------- | ------------------------- | ------------------------- | ------------------------- |
| Ítalo Bravo Lizana         | Contigo Chile Mejor                       | Ind.                      | 87 708                    | 65,24%                    | Reelecto                  |
| Patricio Cisternas Monreal | Centro Democrático                        | DEM                       | 14 718                    | 10,95%                    |                           |
| Cristián Ripoll Riquelme   | Ecologistas, Animalistas e Independientes | Ind.                      | 10 722                    | 7,98%                     |                           |
| Gabriel Silber Romo        | Independiente                             | Ind.                      | 21 283                    | 15,83%                    |                           |

#### Concejales electos
| Coalición | Coalición                                 | Candidatos | Votos  | %      | Concejales electos |
| --------- | ----------------------------------------- | ---------- | ------ | ------ | --- |
|           | Contigo Chile Mejor (4 listas)            | 31         | 49.011 | 42,11% | - Carolina Seguel Hidalgo (PC) - Cinthya Muñoz Escanilla (FA) - Alda Magaña Leiva (PS) - Johnny Carrasco Cerda (PS) - Manuel Ibarra Mondaca (PPD) |
|           | Izquierda Ecologista Popular              | 10         | 15.464 | 13,29% | - Javiera Soto Fuentes (PH) - Sandy Muñoz Poblete (PP)                                                                                            |
|           | Ecologistas, Animalistas e Independientes | 9          | 5.815  | 5,03%  | |
|           | Centro Democrático                        | 9          | 5.885  | 5,06%  | |
|           | Chile Vamos (2 listas)                    | 13         | 18.510 | 15,91% | - Cristián Mallea Ortega (RN) |
|           | Republicanos                              | 4          | 13.080 | 11,24% | - Cristián Ballesteros Canales - Ignacio Pérez Rojas                                                                                              |
|           | Partido Social Cristiano                  | 1          | 3.364  | 2,89%  | |
|           | Candidaturas Independientes               | 1          | 5.227  | 4,49%  | |

### Quilicura

#### Alcaldes
| Actual alcalde              | Paulina Bobadilla Navarrete (Ind.) | Paulina Bobadilla Navarrete (Ind.) | Paulina Bobadilla Navarrete (Ind.) | Paulina Bobadilla Navarrete (Ind.) | Paulina Bobadilla Navarrete (Ind.) |
| Candidato                   | Pacto                              | Partido                            | Votos                              | %                                  | Resultado                          |
| --------------------------- | ---------------------------------- | ---------------------------------- | ---------------------------------- | ---------------------------------- | ---------------------------------- |
| Paulina Bobadilla Navarrete | Contigo Chile Mejor                | Ind.                               | 44 071                             | 37,38%                             | Reelecta                           |
| César Vega Lazo             | Chile Vamos                        | Ind.                               | 17 416                             | 14,77%                             |                                    |
| Pablo Fuenzalida Salas      | Partido de la Gente                | PDG                                | 6 948                              | 5,89%                              |                                    |
| Óscar Saldaña Abarca        | Independiente                      | Ind.                               | 16 461                             | 13,96%                             |                                    |
| Paola Romero Valdivia       | Independiente                      | Ind.                               | 9 142                              | 7,75%                              |                                    |
| Juan Carrasco Contreras     | Independiente                      | Ind.                               | 23 854                             | 20,23%                             |                                    |

#### Concejales electos
| Coalición | Coalición                                 | Candidatos | Votos  | %      | Concejales electos |
| --------- | ----------------------------------------- | ---------- | ------ | ------ | --- |
|           | Contigo Chile Mejor (4 listas)            | 39         | 39.206 | 38,88% | - Daniela Cuevas Fuentes (PC) - Danae García Ibarra (FA) - Alexandra Arancibia Olea (PL) - Sebastián Guerrero Pradenas (PPD) |
|           | Izquierda Ecologista Popular              | 10         | 10.126 | 10,04% | - Gonzalo López Pizarro (PH)                                                                                                 |
|           | Ecologistas, Animalistas e Independientes | 10         | 12.033 | 11,93% | - Nicolás Quiroz Venegas - Daniela San Martín Pizarro                                                                        |
|           | Partido de la Gente                       | 6          | 6.637  | 6,58%  | - Leslie Pérez Jiménez |
|           | Centro Democrático                        | 4          | 3.067  | 3,04%  | |
|           | Chile Vamos (2 listas)                    | 17         | 14.864 | 14,74% | - Claudio Sáez Belmar (RN)                                                                                                   |
|           | Republicanos                              | 4          | 11.390 | 11,30% | - Mario Muñoz Chacón |
|           | Partido Social Cristiano                  | 7          | 3.517  | 3,49%  | |

### Quinta Normal

#### Alcaldes
| Actual alcaldesa          | Karina Delfino Mussa (PS)                 | Karina Delfino Mussa (PS) | Karina Delfino Mussa (PS) | Karina Delfino Mussa (PS) | Karina Delfino Mussa (PS) |
| Candidato                 | Pacto                                     | Partido                   | Votos                     | %                         | Resultado                 |
| ------------------------- | ----------------------------------------- | ------------------------- | ------------------------- | ------------------------- | ------------------------- |
| Karina Delfino Mussa      | Contigo Chile Mejor                       | PS                        | 33 544                    | 47,53%                    | Reelecta                  |
| Natalia Silva Herrera     | Chile Vamos                               | EVO                       | 14 298                    | 20,26%                    |                           |
| Osvaldo Muñoz Sánchez     | Partido Social Cristiano                  | PSC                       | 4 047                     | 5,73%                     |                           |
| Manuel Muñoz Palacios     | Ecologistas, Animalistas e Independientes | Ind.                      | 6 877                     | 9,74%                     |                           |
| Verónica Montecinos Ortíz | Independiente                             | Ind.                      | 11 809                    | 16,73%                    |                           |

#### Concejales electos
| Coalición | Coalición                                 | Candidatos | Votos  | %      | Concejales electos |
| --------- | ----------------------------------------- | ---------- | ------ | ------ | --- |
|           | Contigo Chile Mejor (4 listas)            | 26         | 29.084 | 46,77% | - Valentina Tapia Escobar (FA) - Javier Robles Bernal (FA) - Yohanna Cáceres Lloncon (PS) - Antonieta Flores Miranda (PS) |
|           | Izquierda Ecologista Popular              | 3          | 2.195  | 3,53%  | |
|           | Ecologistas, Animalistas e Independientes | 3          | 3.903  | 6,28%  | |
|           | Centro Democrático                        | 2          | 1.448  | 2,33%  | |
|           | Chile Vamos (2 listas)                    | 16         | 17.243 | 27,74% | - Nicolás Jaramillo Méndez (UDI) - Carla Salazar Tapia (UDI) - Hilda Landeros Gallardo (RN)                               |
|           | Republicanos                              | 2          | 8.304  | 13,36% | - Alex Muñoz Viscarra |

### Recoleta

#### Alcaldes
| Actual alcalde           | Fares Jadue Leiva (PCCh) | Fares Jadue Leiva (PCCh) | Fares Jadue Leiva (PCCh) | Fares Jadue Leiva (PCCh) | Fares Jadue Leiva (PCCh) |
| Candidato                | Pacto                    | Partido                  | Votos                    | %                        | Resultado                |
| ------------------------ | ------------------------ | ------------------------ | ------------------------ | ------------------------ | ------------------------ |
| Fares Jadue Leiva        | Contigo Chile Mejor      | PC                       | 33 107                   | 35,83%                   | Electo                   |
| Mauricio Smock Allemandi | Chile Vamos              | UDI                      | 26 689                   | 28,88%                   |                          |
| Andrés Cáceres Bravo     | Partido Social Cristiano | Ind.                     | 8 737                    | 9,45%                    |                          |
| Miguel Acosta Villalón   | Independiente            | Ind.                     | 8 419                    | 9,11%                    |                          |
| Alberto Seguel Mena      | Independiente            | Ind.                     | 15 461                   | 16,73%                   |                          |

#### Concejales electos
| Coalición | Coalición                                 | Candidatos | Votos  | %      | Concejales electos |
| --------- | ----------------------------------------- | ---------- | ------ | ------ | --- |
|           | Contigo Chile Mejor (4 listas)            | 30         | 30.653 | 38,12% | - Karen Garrido Ganga (PC) - Joceline Parra Delgadillo (PC) - Cristián Weibel Avendaño (PC) - Camila Henríquez Lara (PS) |
|           | Izquierda Ecologista Popular              | 6          | 2.931  | 3,65%  | |
|           | Ecologistas, Animalistas e Independientes | 1          | 5.075  | 6,31%  | |
|           | Partido de la Gente                       | 3          | 3.961  | 4,93%  | |
|           | Centro Democrático                        | 7          | 7.362  | 9,16%  | - Silvana Flores Cruz (DEM)                                                                                              |
|           | Chile Vamos (2 listas)                    | 14         | 17.511 | 21,78% | - Alejandra Muñoz Díaz (UDI) - María Barco Sánchez (RN)                                                                  |
|           | Republicanos                              | 7          | 9.676  | 12,03% | - Marta Valera Aranda |
|           | Partido Social Cristiano                  | 5          | 3.242  | 4,03%  | |

### Renca

#### Alcaldes
| Actual alcalde        | Claudio Castro Salas (Ind.) | Claudio Castro Salas (Ind.) | Claudio Castro Salas (Ind.) | Claudio Castro Salas (Ind.) | Claudio Castro Salas (Ind.) |
| Candidato             | Pacto                       | Partido                     | Votos                       | %                           | Resultado                   |
| --------------------- | --------------------------- | --------------------------- | --------------------------- | --------------------------- | --------------------------- |
| Claudio Castro Salas  | Independiente               | Ind.                        | 66 935                      | 75,72%                      | Reelecto                    |
| Paul Herrera Díaz     | Partido de la Gente         | PDG                         | 4 871                       | 5,51%                       |                             |
| Camila Avilés Barraza | Centro Democrático          | DEM                         | 16 594                      | 18,77%                      |                             |

#### Concejales electos
| Coalición | Coalición                      | Candidatos | Votos  | %      | Concejales electos |
| --------- | ------------------------------ | ---------- | ------ | ------ | --- |
|           | Contigo Chile Mejor (4 listas) | 24         | 41.891 | 57,41% | - Yamilette Garate Soto (PC) - Catalina Coñopan Araya (FA) - Ismael Araya Araya (PR) - Diego Fuentes Lira (PR) - Cecilia López Contreras (PS) |
|           | Centro Democrático             | 7          | 4.224  | 5,79%  | |
|           | Chile Vamos (2 listas)         | 12         | 15.892 | 21,77% | - Nora Contreras Canales (UDI) - Diego Martínez Otarola (RN)                                                                                  |
|           | Republicanos                   | 2          | 8.364  | 11,46% | - Florencio Kuntz Sanhueza |
|           | Partido Social Cristiano       | 1          | 2.599  | 3,56%  | |

### San Joaquín

#### Alcaldes
| Actual alcalde           | Cristóbal Labra Bassa (Ind.)              | Cristóbal Labra Bassa (Ind.) | Cristóbal Labra Bassa (Ind.) | Cristóbal Labra Bassa (Ind.) | Cristóbal Labra Bassa (Ind.) |
| Candidato                | Pacto                                     | Partido                      | Votos                        | %                            | Resultado                    |
| ------------------------ | ----------------------------------------- | ---------------------------- | ---------------------------- | ---------------------------- | ---------------------------- |
| Cristóbal Labra Bassa    | Independiente                             | Ind.                         | 36 751                       | 61,52%                       | Reelecto                     |
| Nicol Aguilera Ortíz     | Ecologistas, Animalistas e Independientes | PAVP                         | 4 175                        | 6,99%                        |                              |
| Mauricio Nova Figueroa   | Chile Vamos                               | Ind.                         | 7 183                        | 12,02%                       |                              |
| Sergio Echeverría García | Independiente                             | Ind.                         | 11 625                       | 19,46%                       |                              |

#### Concejales electos
| Coalición | Coalición                                 | Candidatos | Votos  | %      | Concejales electos |
| --------- | ----------------------------------------- | ---------- | ------ | ------ | --- |
|           | Contigo Chile Mejor (4 listas)            | 31         | 33.268 | 63,73% | - Montserrat Muñoz Garate (PC) - Carlos Núñez Villarroel (FA) - Patricia Leiva Martínez (FRVS) - Jozo Vukelic Arancibia (PR) - Tiare Hernández Nieto (PS) - Eduardo Villalobos Flores (PS) |
|           | Izquierda Ecologista Popular              | 3          | 1.967  | 3,77%  | |
|           | Ecologistas, Animalistas e Independientes | 5          | 3.984  | 6,68%  | |
|           | Centro Democrático                        | 1          | 1.315  | 2,52%  | |
|           | Chile Vamos (1 lista)                     | 7          | 4.828  | 9,25%  | - Carolina Calderón Montecinos (UDI) |
|           | Republicanos                              | 1          | 7.339  | 14,06% | - Ingrid Feliu Jarques |

### San Miguel

#### Alcaldes
| Actual alcalde            | Érika Martínez Osorio (FA) | Érika Martínez Osorio (FA) | Érika Martínez Osorio (FA) | Érika Martínez Osorio (FA) | Érika Martínez Osorio (FA) |
| Candidato                 | Pacto                      | Partido                    | Votos                      | %                          | Resultado                  |
| ------------------------- | -------------------------- | -------------------------- | -------------------------- | -------------------------- | -------------------------- |
| Érika Martínez Osorio     | Contigo Chile Mejor        | FA                         | 19 479                     | 24,98%                     |                            |
| Carol Bown Sepúlveda      | Chile Vamos                | UDI                        | 23 385                     | 29,99%                     | Electa                     |
| Carolina Onofri Salinas   | Partido Social Cristiano   | Ind.                       | 4 480                      | 5,74%                      |                            |
| Rodrigo Iturra Becerra    | Centro Democrático         | DEM                        | 3 502                      | 4,49%                      |                            |
| Matías Freire Vallejos    | Independiente              | Ind.                       | 16 173                     | 20,74%                     |                            |
| Ernesto Balcazar Gamboa   | Independiente              | Ind.                       | 3 252                      | 4,17%                      |                            |
| Patricia Hernández Cortés | Independiente              | Ind.                       | 4 681                      | 6,00%                      |                            |
| Joaquín Cuadra Reyes      | Independiente              | Ind.                       | 3 031                      | 3,89%                      |                            |

#### Concejales electos
| Coalición | Coalición                                 | Candidatos | Votos  | %      | Concejales electos                                                                            |
| --------- | ----------------------------------------- | ---------- | ------ | ------ | --------------------------------------------------------------------------------------------- |
|           | Contigo Chile Mejor (4 listas)            | 27         | 26.447 | 37,02% | - Carla Santana Bustamante (PC) - Viviana LLambias Miranda (FA) - Gabriel Zúñiga Aravena (PS) |
|           | Izquierda Ecologista Popular              | 3          | 1.770  | 2,48%  |                                                                                               |
|           | Ecologistas, Animalistas e Independientes | 7          | 2.692  | 3,77%  |                                                                                               |
|           | Partido de la Gente                       | 1          | 1.720  | 2,41%  |                                                                                               |
|           | Centro Democrático                        | 1          | 1.922  | 2,69%  |                                                                                               |
|           | Chile Vamos (2 listas)                    | 14         | 19.145 | 26,81% | - Claudia Rojas Miranda (UDI) - Felipe Guevara Stephens (RN) - Luis Sanhueza Bravo (RN)       |
|           | Republicanos                              | 8          | 9.436  | 13,21% | - Eva Merino Garces                                                                           |
|           | Partido Social Cristiano                  | 6          | 2.574  | 3,60%  |                                                                                               |
|           | Candidaturas Independientes               | 1          | 5.718  | 8,01%  | - Claudio Escobar Oyarzún                                                                     |

### San Ramón

#### Alcaldes
| Actual alcalde             | Gustavo Toro Quintana (DC) | Gustavo Toro Quintana (DC) | Gustavo Toro Quintana (DC) | Gustavo Toro Quintana (DC) | Gustavo Toro Quintana (DC) |
| Candidato                  | Pacto                      | Partido                    | Votos                      | %                          | Resultado                  |
| -------------------------- | -------------------------- | -------------------------- | -------------------------- | -------------------------- | -------------------------- |
| Gustavo Toro Quintana      | Contigo Chile Mejor        | DC                         | 24 002                     | 42,45%                     | Reelecto                   |
| David Cabedo Rosas         | Chile Vamos                | RN                         | 10 106                     | 17,87%                     |                            |
| Genaro Balladares Schwaner | Independiente              | Ind.                       | 3 237                      | 5,73%                      |                            |
| Roxana Riquelme Tabach     | Independiente              | Ind.                       | 12 293                     | 21,74%                     |                            |
| Andrés Olguín Guzmán       | Independiente              | Ind.                       | 4 514                      | 7,98%                      |                            |
| Miguel Garrido Agüero      | Independiente              | Ind.                       | 2 388                      | 4,22%                      |                            |

#### Concejales electos
| Coalición | Coalición                                 | Candidatos | Votos  | %      | Concejales electos |
| --------- | ----------------------------------------- | ---------- | ------ | ------ | --- |
|           | Contigo Chile Mejor (4 listas)            | 28         | 22.580 | 46,93% | - Jacqueline Sandoval Rozas (PC) - Estefany Ñanculef Beltrán (FA) - Fidel Contreras Céspedes (PPD) - Maricel Araya Peñaloza (PDC) |
|           | Izquierda Ecologista Popular              | 6          | 3.619  | 7,52%  | - Fidel Castro Solis (PH) |
|           | Ecologistas, Animalistas e Independientes | 7          | 3.576  | 7,43%  | - Claudio Tapia Díaz |
|           | Centro Democrático                        | 5          | 2.648  | 5,50%  | |
|           | Chile Vamos (2 listas)                    | 11         | 7.052  | 14,66% | - Cristóbal Escobar Salinas (RN)                                                                                                  |
|           | Republicanos                              | 5          | 5.290  | 10,99% | - Mario Alarcón León |
|           | Partido Social Cristiano                  | 7          | 3.350  | 6,96%  | |

### Vitacura

#### Alcaldes
| Actual alcaldesa      | Camila Merino Catalán (EVO)  | Camila Merino Catalán (EVO) | Camila Merino Catalán (EVO) | Camila Merino Catalán (EVO) | Camila Merino Catalán (EVO) |
| Candidato             | Pacto                        | Partido                     | Votos                       | %                           | Resultado                   |
| --------------------- | ---------------------------- | --------------------------- | --------------------------- | --------------------------- | --------------------------- |
| Camila Merino Catalán | Chile Vamos                  | EVO                         | 49 744                      | 81,19%                      | Reelecta                    |
| Juan Urzúa Pettinelli | Contigo Chile Mejor          | PL                          | 3 131                       | 5,11%                       |                             |
| Raúl Meza Rodríguez   | Partido Social Cristiano     | Ind.                        | 5 990                       | 9,78%                       |                             |
| Arturo Fernández Díaz | Izquierda Ecologista Popular | Ind.                        | 2 403                       | 3,92%                       |                             |

#### Concejales electos
| Coalición | Coalición                                 | Candidatos | Votos  | %      | Concejales electos |
| --------- | ----------------------------------------- | ---------- | ------ | ------ | --- |
|           | Contigo Chile Mejor (3 listas)            | 11         | 6.998  | 11,76% | |
|           | Ecologistas, Animalistas e Independientes | 1          | 1.276  | 2,14%  | |
|           | Centro Democrático                        | 2          | 605    | 1,02%  | |
|           | Chile Vamos (2 listas)                    | 14         | 32.173 | 54,05% | - Paula Domínguez Risopatrón (Evópoli) - Felipe Morandé Lavín (Evópoli) - Ignacio Hue Wielandt (UDI) - Catalina Recordón Martín (RN) - Carlos Cruz-Coke Carvallo (RN) |
|           | Republicanos                              | 7          | 17.052 | 28,65% | - Joaquín Jerez Salvo - Catalina Vera Atria - Véronica del Real Cardoen                                                                                               |
|           | Partido Social Cristiano                  | 6          | 1.416  | 2,38%  | |

## Provincia de Cordillera

### Puente Alto

#### Alcaldes
| Actual alcalde           | Germán Codina Powers (RN) | Germán Codina Powers (RN) | Germán Codina Powers (RN) | Germán Codina Powers (RN) | Germán Codina Powers (RN) |
| Candidato                | Pacto                     | Partido                   | Votos                     | %                         | Resultado                 |
| ------------------------ | ------------------------- | ------------------------- | ------------------------- | ------------------------- | ------------------------- |
| Karla Rubilar Barahona   | Chile Vamos               | Ind.                      | 124.639                   | 37.28%                    |                           |
| Luis Escanilla Benavides | Contigo Chile Mejor       | PS                        | 20.761                    | 6.21%                     |                           |
| Elein Ossandón Manrique  | Partido Social Cristiano  | PSC                       | 16.621                    | 4.97%                     |                           |
| Matías Toledo Herrera    | Independiente             | Ind.                      | 172.310                   | 51.54%                    | Electo                    |

#### Concejales electos
| Coalición | Coalición                                 | Candidatos | Votos  | %      | Concejales electos                                                                                  |
| --------- | ----------------------------------------- | ---------- | ------ | ------ | --------------------------------------------------------------------------------------------------- |
|           | Contigo Chile Mejor (4 listas)            | 35         | 77.989 | 28,34% | - Denisse Carvalho Carvallo (PC) - Constanza Menares Gutíerrez (FA) - Macarena Garate González (PS) |
|           | Izquierda Ecologista Popular              | 9          | 17.392 | 6,32%  | |
|           | Ecologistas, Animalistas e Independientes | 9          | 34.901 | 12,68% | - Pola Montoya Videla - Ariel Espinoza Gallardo                                                     |
|           | Partido de la Gente                       | 3          | 16.663 | 6,05%  | |
|           | Centro Democrático                        | 6          | 10.450 | 3,80%  | |
|           | Chile Vamos (2 listas)                    | 16         | 69.150 | 25,12% | - Olivier Mellado Rodríguez (RN) - Tatiana Campos Contreras (RN) - Andrés Codina Powers (RN)        |
|           | Republicanos                              | 9          | 31.214 | 11,34% | - Víctor Castro Fredes                                                                              |
|           | Partido Social Cristiano                  | 7          | 17.478 | 6,35%  | - Carolina Díaz Villagra                                                                            |

### Pirque

#### Alcaldes
| Actual alcalde               | Jaime Escudero Ramos (Ind.) | Jaime Escudero Ramos (Ind.) | Jaime Escudero Ramos (Ind.) | Jaime Escudero Ramos (Ind.) | Jaime Escudero Ramos (Ind.) |
| Candidato                    | Pacto                       | Partido                     | Votos                       | %                           | Resultado                   |
| ---------------------------- | --------------------------- | --------------------------- | --------------------------- | --------------------------- | --------------------------- |
| Jaime Escudero Ramos         | Contigo Chile Mejor         | Ind.                        | 14.556                      | 70.66%                      | Electo                      |
| Cristián Balmaceda Undurraga | Republicanos                | Ind.                        | 6.045                       | 29.34%                      |                             |

#### Concejales electos
| Coalición | Coalición                                 | Candidatos | Votos  | %      | Concejales electos |
| --------- | ----------------------------------------- | ---------- | ------ | ------ | --- |
|           | Contigo Chile Mejor (4 listas)            | 20         | 10.759 | 56,78% | - Sergio Ulloa Galdames (PC) - Betzabe Muñoz Herrera (PR) - Claudio Arredondo Medina (PPD) - Luis Batalle Pedreros (PS) |
|           | Ecologistas, Animalistas e Independientes | 2          | 974    | 5,14%  | |
|           | Chile Vamos (2 listas)                    | 11         | 4.363  | 23,03% | - Leopoldo Pérez Lahsen (RN)                                                                                            |
|           | Republicanos                              | 6          | 2.853  | 15,06% | - Viviana Petric Meneses                                                                                                |

### San José de Maipo

#### Alcaldes
| Actual alcalde               | Roberto Pérez Catalán (PR) | Roberto Pérez Catalán (PR) | Roberto Pérez Catalán (PR) | Roberto Pérez Catalán (PR) | Roberto Pérez Catalán (PR) |
| Candidato                    | Pacto                      | Partido                    | Votos                      | %                          | Resultado                  |
| ---------------------------- | -------------------------- | -------------------------- | -------------------------- | -------------------------- | -------------------------- |
| Roberto Pérez Catalán        | Contigo Chile Mejor        | PR                         | 6.133                      | 49.24%                     | Electo                     |
| Alejandro Hormazábal Arteaga | Chile Vamos                | Ind.                       | 4.301                      | 34.53%                     |                            |
| Josué Muñoz Madriaza         | Centro Democrático         | DEM                        | 459                        | 3.68%                      |                            |
| Jovita Díaz Aros             | Independiente              | Ind.                       | 728                        | 5.84%                      |                            |
| Héctor Álvarez Carmona       | Independiente              | Ind.                       | 835                        | 6.70%                      |                            |

#### Concejales electos
| Coalición | Coalición                                 | Candidatos | Votos | %      | Concejales electos |
| --------- | ----------------------------------------- | ---------- | ----- | ------ | --- |
|           | Contigo Chile Mejor (4 listas)            | 22         | 7.678 | 65,76% | - Maite Birke Abaroa (PC) - Diego Trincado Herrera (FA) - Camila Barahona Ramírez (PR) - Anthony Prior Carvajal (PR) - Luis Vargas Sandoval (PS) |
|           | Ecologistas, Animalistas e Independientes | 1          | 369   | 3,16%  | |
|           | Centro Democrático                        | 2          | 177   | 1,52%  | |
|           | Chile Vamos (2 listas)                    | 6          | 2.449 | 20,97% | - Constanza González González (UDI) |
|           | Republicanos                              | 4          | 1.001 | 8,57%  | |

## Provincia de Chacabuco

### Colina

#### Alcaldes
| Actual alcalde            | Isabel Valenzuela Ahumada (UDI) | Isabel Valenzuela Ahumada (UDI) | Isabel Valenzuela Ahumada (UDI) | Isabel Valenzuela Ahumada (UDI) | Isabel Valenzuela Ahumada (UDI) |
| Candidato                 | Pacto                           | Partido                         | Votos                           | %                               | Resultado                       |
| ------------------------- | ------------------------------- | ------------------------------- | ------------------------------- | ------------------------------- | ------------------------------- |
| Isabel Valenzuela Ahumada | Chile Vamos                     | UDI                             | 56 946                          | 67,81%                          | Reelecta                        |
| Nicolás Pavez Cuevas      | Contigo Chile Mejor             | FA                              | 17 036                          | 20,29%                          |                                 |
| Luis Salinas Segura       | Partido de la Gente             | Ind.                            | 9 996                           | 11,90%                          |                                 |

#### Concejales electos
| Coalición | Coalición                                 | Candidatos | Votos  | %      | Concejales electos                                                                                                  |
| --------- | ----------------------------------------- | ---------- | ------ | ------ | --- |
|           | Contigo Chile Mejor (4 listas)            | 26         | 22.636 | 29,86% | - Federico Koch Valenzuela (FA) - Orlando Melo Inostroza (PS)                                                       |
|           | Ecologistas, Animalistas e Independientes | 1          | 2.058  | 2,71%  | |
|           | Partido de la Gente                       | 1          | 1.888  | 2,49%  | |
|           | Centro Democrático                        | 6          | 2.196  | 2,90%  | |
|           | Chile Vamos (2 listas)                    | 15         | 32.541 | 42,92% | - Angelica Antiman Palma (UDI) - Gonzalo Torres Ferrari (RN) - Lorena Rojas Mendoza (RN) - Rafael Goni del Río (RN) |
|           | Republicanos                              | 8          | 14.496 | 19,12% | - Soledad Vial Cummins - Carlos Andrews Cruz                                                                        |
|           | Partido Social Cristiano                  | 7          | 17.219 | 6,31%  | |

### Lampa

#### Alcaldes
| Actual alcalde               | Jonathan Opazo Carrasco (Ind.) | Jonathan Opazo Carrasco (Ind.) | Jonathan Opazo Carrasco (Ind.) | Jonathan Opazo Carrasco (Ind.) | Jonathan Opazo Carrasco (Ind.) |
| Candidato                    | Pacto                          | Partido                        | Votos                          | %                              | Resultado                      |
| ---------------------------- | ------------------------------ | ------------------------------ | ------------------------------ | ------------------------------ | ------------------------------ |
| Jonathan Opazo Carrasco      | Contigo Chile Mejor            | Ind.                           | 19 787                         | 32,88%                         | Reelecto                       |
| Mario Olavarría Rodríguez    | Chile Vamos                    | UDI                            | 14 041                         | 23,33%                         |                                |
| Gonzalo Rebolledo Rodríguez  | Izquierda Ecologista Popular   | Ind.                           | 2 181                          | 3,62%                          |                                |
| Alejandra Navarrete Carrasco | Centro Democrático             | Ind.                           | 2 209                          | 3,67%                          |                                |
| Carlos Escobar Paredes       | Independiente                  | Ind.                           | 15 025                         | 24,97%                         |                                |
| Eva Alarcón Alanis           | Independiente                  | Ind.                           | 1 129                          | 1,88%                          |                                |
| Cristián Talamilla López     | Independiente                  | Ind.                           | 3 945                          | 6,56%                          |                                |
| Fabiola Zapata Panes         | Independiente                  | Ind.                           | 1 861                          | 3,09%                          |                                |

#### Concejales electos
| Coalición | Coalición                                 | Candidatos | Votos  | %      | Concejales electos                                                                      |
| --------- | ----------------------------------------- | ---------- | ------ | ------ | --------------------------------------------------------------------------------------- |
|           | Contigo Chile Mejor (4 listas)            | 30         | 23.905 | 44,33% | - Alejandra Salas Cannobbio (FA) - Yonatan Peña Leal (PR) - Elisa Millaquen Quidel (PS) |
|           | Izquierda Ecologista Popular              | 7          | 3.001  | 5,57%  |                                                                                         |
|           | Ecologistas, Animalistas e Independientes | 1          | 1.714  | 3,18%  |                                                                                         |
|           | Partido de la Gente                       | 2          | 1.914  | 3,55%  |                                                                                         |
|           | Centro Democrático                        | 1          | 2.127  | 3,94%  |                                                                                         |
|           | Chile Vamos (2 listas)                    | 15         | 12.182 | 22,59% | - Carmen Ruminot Jorquera (UDI) - Camilo Ortuzar Escobar (RN)                           |
|           | Republicanos                              | 6          | 9.077  | 16,83% | - Alejandra Reinoso Pezoa - Claudia González Bueno                                      |

### Til Til

#### Alcaldes
| Actual alcalde               | Luis Valenzuela Cruzat (FA) | Luis Valenzuela Cruzat (FA) | Luis Valenzuela Cruzat (FA) | Luis Valenzuela Cruzat (FA) | Luis Valenzuela Cruzat (FA) |
| Candidato                    | Pacto                       | Partido                     | Votos                       | %                           | Resultado                   |
| ---------------------------- | --------------------------- | --------------------------- | --------------------------- | --------------------------- | --------------------------- |
| Luis Valenzuela Cruzat       | Contigo Chile Mejor         | FA                          | 3 392                       | 25,70%                      |                             |
| César Mena Retamal           | Republicanos                | Ind.                        | 5 147                       | 39,00%                      | Electo                      |
| Cristóbal Sánchez Carvallo   | Independiente               | Ind.                        | 648                         | 4,91%                       |                             |
| Valentina Domínguez Saavedra | Independiente               | Ind.                        | 3 110                       | 23,56%                      |                             |
| Sergio Tapia Sandoval        | Independiente               | Ind.                        | 902                         | 6,83%                       |                             |

#### Concejales electos
| Coalición | Coalición                                 | Candidatos | Votos | %      | Concejales electos                                                                    |
| --------- | ----------------------------------------- | ---------- | ----- | ------ | ------------------------------------------------------------------------------------- |
|           | Contigo Chile Mejor (4 listas)            | 24         | 5.894 | 48,30% | - Elvio Santana González (PC) - Nelda Gil Gómez (FA) - Guillermo Campos Hidalgo (PPD) |
|           | Ecologistas, Animalistas e Independientes | 1          | 198   | 1,62%  |                                                                                       |
|           | Partido de la Gente                       | 1          | 311   | 2,55%  |                                                                                       |
|           | Centro Democrático                        | 1          | 384   | 3,15%  |                                                                                       |
|           | Chile Vamos (2 listas)                    | 10         | 3.387 | 27,75% | - Eva Vargas Abuerto (UDI) - Exequiel Leiva Sepúlveda (RN)                            |
|           | Republicanos                              | 3          | 1.871 | 15,33% | - Katherine Migliardi Jiménez                                                         |
|           | Partido Social Cristiano                  | 1          | 159   | 1,30%  |                                                                                       |

## Provincia de Maipo

### San Bernardo

#### Alcaldes
| Actual alcalde              | Cristopher White Bahamondes (PS) | Cristopher White Bahamondes (PS) | Cristopher White Bahamondes (PS) | Cristopher White Bahamondes (PS) | Cristopher White Bahamondes (PS) |
| Candidato                   | Pacto                            | Partido                          | Votos                            | %                                | Resultado                        |
| --------------------------- | -------------------------------- | -------------------------------- | -------------------------------- | -------------------------------- | -------------------------------- |
| Cristopher White Bahamondes | Contigo Chile Mejor              | PS                               | 46 816                           | 27,99%                           | Reelecto                         |
| Christian Gómez Díaz        | Republicanos                     | Ind.                             | 34 897                           | 20,86%                           |                                  |
| Víctor Mol Alcántara        | Partido de la Gente              | PDG                              | 8 606                            | 5,14%                            |                                  |
| Christopher Espinoza Oliver | Partido Social Cristiano         | Ind.                             | 17 205                           | 10,28%                           |                                  |
| Leonel Cádiz Soto           | Independiente                    | Ind.                             | 20 325                           | 12,15%                           |                                  |
| Christian Pino López        | Independiente                    | Ind.                             | 39 436                           | 23,57%                           |                                  |

#### Concejales electos
| Coalición | Coalición                                 | Candidatos | Votos  | %      | Concejales electos |
| --------- | ----------------------------------------- | ---------- | ------ | ------ | --- |
|           | Contigo Chile Mejor (4 listas)            | 38         | 48.694 | 34,38% | - Cristina Cofre Guerrero (PC) - Romina Baeza Illanes (FA) - Leonel Navarro Ormeño (PR) - Karina Leyton Espinoza (PS) |
|           | Izquierda Ecologista Popular              | 6          | 8.275  | 5,84%  | |
|           | Ecologistas, Animalistas e Independientes | 7          | 9.407  | 6,64%  | - Jaime López Muñoz                                                                                                   |
|           | Partido de la Gente                       | 5          | 8.809  | 6,22%  | |
|           | Centro Democrático                        | 4          | 5.289  | 3,73%  | |
|           | Chile Vamos (2 listas)                    | 15         | 25.283 | 17,84% | - Mariela Araya Cuevas (UDI) - Marcela Novoa Sandoval (RN)                                                            |
|           | Republicanos                              | 10         | 27.449 | 19,37% | - Carolina Fuentealba Aguilar - Juan Rivera Herrera - María Jesús Núñez García                                        |
|           | Partido Social Cristiano                  | 9          | 8.476  | 5,98%  | |

### Buin

#### Alcaldes
| Actual alcalde          | Miguel Araya Lobos (UDI)                  | Miguel Araya Lobos (UDI) | Miguel Araya Lobos (UDI) | Miguel Araya Lobos (UDI) | Miguel Araya Lobos (UDI) |
| Candidato               | Pacto                                     | Partido                  | Votos                    | %                        | Resultado                |
| ----------------------- | ----------------------------------------- | ------------------------ | ------------------------ | ------------------------ | ------------------------ |
| Miguel Araya Lobos      | Chile Vamos                               | UDI                      | 34 950                   | 50,15%                   | Reelecto                 |
| Marcelo Álvarez Álvarez | Contigo Chile Mejor                       | FRVS                     | 25 911                   | 37,18%                   |                          |
| Carlos Caro Briso       | Izquierda Ecologista Popular              | PH                       | 4 876                    | 7,00%                    |                          |
| Rodrigo Pérez Vidal     | Ecologistas, Animalistas e Independientes | PAVP                     | 3 952                    | 5,67%                    |                          |

#### Concejales electos
| Coalición | Coalición                                 | Candidatos | Votos  | %      | Concejales electos |
| --------- | ----------------------------------------- | ---------- | ------ | ------ | --- |
|           | Contigo Chile Mejor (4 listas)            | 30         | 27.899 | 44,44% | - Tamara Aguilera Cartagena (PC) - Julio Lobos Calderón (FRVS) - Diego Calderón Gajardo (PDC) - Patricio Silva González (PPD) |
|           | Izquierda Ecologista Popular              | 4          | 1.921  | 3,06%  | |
|           | Ecologistas, Animalistas e Independientes | 1          | 2.687  | 4,28%  | |
|           | Centro Democrático                        | 1          | 1.531  | 2,44%  | |
|           | Chile Vamos (2 listas)                    | 15         | 18.589 | 29,61% | - Pedro Fuentes Hidalgo (UDI) - Rodrigo Etcheverry Duhalde (UDI) - Manuel Sánchez Guajardo (RN)                               |
|           | Republicanos                              | 8          | 8.518  | 13,57% | - Alejandro Baubrand Ossandón                                                                                                 |
|           | Partido Social Cristiano                  | 4          | 1.630  | 2,60%  | |

### Calera de Tango

#### Alcaldes
| Actual alcalde               | Hortensia Mora Catalán (UDI) | Hortensia Mora Catalán (UDI) | Hortensia Mora Catalán (UDI) | Hortensia Mora Catalán (UDI) | Hortensia Mora Catalán (UDI) |
| Candidato                    | Pacto                        | Partido                      | Votos                        | %                            | Resultado                    |
| ---------------------------- | ---------------------------- | ---------------------------- | ---------------------------- | ---------------------------- | ---------------------------- |
| Hortensia Mora Catalán       | Chile Vamos                  | UDI                          | 9 652                        | 50,66%                       | Reelecta                     |
| Constanza Valenzuela Rocuant | Contigo Chile Mejor          | Ind.                         | 8 136                        | 42,70%                       |                              |
| Marcelo Cepeda Rojas         | Independiente                | Ind.                         | 1 265                        | 6,64%                        |                              |

#### Concejales electos
| Coalición | Coalición                                 | Candidatos | Votos | %      | Concejales electos                                                                    |
| --------- | ----------------------------------------- | ---------- | ----- | ------ | ------------------------------------------------------------------------------------- |
|           | Contigo Chile Mejor (4 listas)            | 16         | 7.528 | 43,33% | - Nicolás Vallejos Mandiola (FA) - Juan Cornejo González (FA)                         |
|           | Ecologistas, Animalistas e Independientes | 1          | 545   | 3,14%  |                                                                                       |
|           | Centro Democrático                        | 1          | 584   | 3,36%  |                                                                                       |
|           | Chile Vamos (2 listas)                    | 12         | 5.881 | 33,86% | - Jorge Lorca Popelka (UDI) - Renato Quezada Orellana (UDI) - Juan Lobos Herrera (RN) |
|           | Republicanos                              | 6          | 2.834 | 16,31% | - Andrés Moreno Benavente                                                             |

### Paine

#### Alcaldes
| Actual alcalde              | Rodrigo Contreras Gutiérrez (UDI)         | Rodrigo Contreras Gutiérrez (UDI) | Rodrigo Contreras Gutiérrez (UDI) | Rodrigo Contreras Gutiérrez (UDI) | Rodrigo Contreras Gutiérrez (UDI) |
| Candidato                   | Pacto                                     | Partido                           | Votos                             | %                                 | Resultado                         |
| --------------------------- | ----------------------------------------- | --------------------------------- | --------------------------------- | --------------------------------- | --------------------------------- |
| Rodrigo Contreras Gutiérrez | Chile Vamos                               | UDI                               | 34 614                            | 68,02%                            | Reelecto                          |
| Mario Arros Muñoz           | Contigo Chile Mejor                       | FRVS                              | 6 976                             | 13,71%                            |                                   |
| Gustavo González Araya      | Ecologistas, Animalistas e Independientes | Ind.                              | 3 749                             | 7,37%                             |                                   |
| Ramón Sandoval Zurita       | Independiente                             | Ind.                              | 5 552                             | 10,91%                            |                                   |

#### Concejales electos
| Coalición | Coalición                                 | Candidatos | Votos  | %      | Concejales electos                                                                                 |
| --------- | ----------------------------------------- | ---------- | ------ | ------ | -------------------------------------------------------------------------------------------------- |
|           | Contigo Chile Mejor (4 listas)            | 21         | 13.750 | 30,55% | - Marco San Martín Zdrazil (PS)                                                                    |
|           | Ecologistas, Animalistas e Independientes | 1          | 2.091  | 4,65%  | |
|           | Chile Vamos (2 listas)                    | 8          | 18.348 | 40,77% | - Cecilia Altamirano Vivanco (UDI) - Claudia Ahumada Arias (UDI) - Fernanda González Vivanco (UDI) |
|           | Republicanos                              | 6          | 9.398  | 20,88% | - Esteban Calderón Salas - María Rubio Maturana                                                    |
|           | Partido Social Cristiano                  | 3          | 1.419  | 3,15%  | |

## Provincia de Melipilla

### Melipilla
| Actual alcalde            | Lorena Olavarría Baeza (FA)               | Lorena Olavarría Baeza (FA) | Lorena Olavarría Baeza (FA) | Lorena Olavarría Baeza (FA) | Lorena Olavarría Baeza (FA) |
| Candidato                 | Pacto                                     | Partido                     | Votos                       | %                           | Resultado                   |
| ------------------------- | ----------------------------------------- | --------------------------- | --------------------------- | --------------------------- | --------------------------- |
| Lorena Olavarría Baeza    | Contigo Chile Mejor                       | FA                          | 18 140                      | 21,90%                      |                             |
| Paula Gárate Rojas        | Chile Vamos                               | UDI                         | 39 063                      | 47,16%                      | Electa                      |
| Eduardo Contreras Pérez   | Partido de la Gente                       | PDG                         | 4 193                       | 5,06%                       |                             |
| Juan Pinto Martínez       | Partido Social Cristiano                  | Ind.                        | 1 953                       | 2,36%                       |                             |
| Lalo Catalán Herrada      | Centro Democrático                        | Ind.                        | 6 574                       | 7,94%                       |                             |
| Sergio Millalén Himilaf   | Ecologistas, Animalistas e Independientes | PAVP                        | 1 852                       | 2,24%                       |                             |
| Daniel Domínguez González | Independiente                             | Ind.                        | 11 055                      | 13,35%                      |                             |

#### Concejales electos
| Coalición | Coalición                      | Candidatos | Votos  | %      | Concejales electos |
| --------- | ------------------------------ | ---------- | ------ | ------ | --- |
|           | Contigo Chile Mejor (4 listas) | 32         | 28.796 | 40,01% | - José Luis Cabión Dianta (FA) - Paola Palacios Núñez (FA) - Víctor Loyola Valladares (FRVS) - Nicolás Martínez Urizar (PS) |
|           | Izquierda Ecologista Popular   | 1          | 1.721  | 2,39%  | |
|           | Partido de la Gente            | 5          | 4.320  | 6,00%  | |
|           | Centro Democrático             | 1          | 2.256  | 3,13%  | |
|           | Chile Vamos (2 listas)         | 15         | 20.404 | 28,35% | - Mario Carmona Rojas (UDI) - Martín Salazar González (UDI) - Pamela Acuña Armijo (RN)                                      |
|           | Republicanos                   | 8          | 9.228  | 12,82% | - José Miguel Bolados Correa                                                                                                |
|           | Partido Social Cristiano       | 4          | 1.775  | 2,47%  | |

### Alhué

#### Alcaldes
| Actual alcalde            | Roberto Torres Huerta (Ind.) | Roberto Torres Huerta (Ind.) | Roberto Torres Huerta (Ind.) | Roberto Torres Huerta (Ind.) | Roberto Torres Huerta (Ind.) |
| Candidato                 | Pacto                        | Partido                      | Votos                        | %                            | Resultado                    |
| ------------------------- | ---------------------------- | ---------------------------- | ---------------------------- | ---------------------------- | ---------------------------- |
| Marcela Chamorro Macías   | Contigo Chile Mejor          | Ind.                         | 3 490                        | 62,33%                       | Electa                       |
| Patricio Bastías González | Chile Vamos                  | Ind.                         | 109                          | 1,95$                        |                              |
| Andrea Gálvez Sepúlveda   | Republicanos                 | PRCh                         | 172                          | 3,07%                        |                              |
| José Arellano Blanco      | Independiente                | Ind.                         | 1 828                        | 32,65%                       |                              |

#### Concejales electos
| Coalición | Coalición                                 | Candidatos | Votos | %      | Concejales electos |
| --------- | ----------------------------------------- | ---------- | ----- | ------ | --- |
|           | Contigo Chile Mejor (3 listas)            | 12         | 3.616 | 67,64% | - Nancy Cerda Madrid (PDC) - Alex Riquelme Tarifeño (PS) - Manuel González Araya (PS) - Fidel Valenzuela Madrid (PPD) |
|           | Ecologistas, Animalistas e Independientes | 1          | 42    | 0,79%  | |
|           | Chile Vamos (2 listas)                    | 9          | 1.400 | 26,19% | - Leonel Acevedo Irrazabal (UDI) - Matías Valenzuela Catalán (UDI)                                                    |
|           | Republicanos                              | 4          | 288   | 5,39%  | |

### Curacaví

#### Alcaldes
| Actual alcalde                 | Juan Barros Basso (UDI) | Juan Barros Basso (UDI) | Juan Barros Basso (UDI) | Juan Barros Basso (UDI) | Juan Barros Basso (UDI) |
| Candidato                      | Pacto                   | Partido                 | Votos                   | %                       | Resultado               |
| ------------------------------ | ----------------------- | ----------------------- | ----------------------- | ----------------------- | ----------------------- |
| Ariadne Conte Chassin-Trubert  | Contigo Chile Mejor     | PCCh                    | 3 889                   | 15,66%                  |                         |
| Katherine de la Vega Fuentes   | Chile Vamos             | Ind.                    | 4 927                   | 19,84%                  |                         |
| Blanca Concha Marambio         | Republicanos            | PRCh                    | 1 987                   | 8,00%                   |                         |
| Yovanna Fuentes Pino           | Independiente           | Ind.                    | 1 046                   | 4,21%                   |                         |
| María Cagalj Krajl             | Independiente           | Ind.                    | 648                     | 2,61%                   |                         |
| Luis Caamaño Arévalo           | Independiente           | Ind.                    | 1 318                   | 5,31%                   |                         |
| Christian Hernández Villanueva | Independiente           | Ind.                    | 10 348                  | 41,66%                  | Electo                  |
| Susana Córdova González        | Independiente           | Ind.                    | 674                     | 2,71%                   |                         |

#### Concejales electos
| Coalición | Coalición                                 | Candidatos | Votos | %      | Concejales electos                                                                         |
| --------- | ----------------------------------------- | ---------- | ----- | ------ | ------------------------------------------------------------------------------------------ |
|           | Contigo Chile Mejor (4 listas)            | 15         | 7.374 | 32,60% | - Belen Silva Pino (FA) - Marcela Sepúlveda Zamora (PS)                                    |
|           | Izquierda Ecologista Popular              | 4          | 1.218 | 5,38%  |                                                                                            |
|           | Ecologistas, Animalistas e Independientes | 1          | 420   | 1,86%  |                                                                                            |
|           | Centro Democrático                        | 1          | 417   | 1,84%  |                                                                                            |
|           | Chile Vamos (2 listas)                    | 12         | 9.089 | 40,18% | - Francisco Arce Casas-Cordero (UDI) - Mario Aedo Moreno (RN) - Guillermo Salas Araos (RN) |
|           | Republicanos                              | 5          | 2.038 | 9,01%  | - Ana Saavedra González                                                                    |
|           | Partido Social Cristiano                  | 2          | 745   | 3,29%  |                                                                                            |
|           | Candidaturas Independientes               | 3          | 1.322 | 5,84%  |                                                                                            |

### María Pinto
| Actual alcaldesa      | Jessica Mualim Fajuri (RN) | Jessica Mualim Fajuri (RN) | Jessica Mualim Fajuri (RN) | Jessica Mualim Fajuri (RN) | Jessica Mualim Fajuri (RN) |
| Candidato             | Pacto                      | Partido                    | Votos                      | %                          | Resultado                  |
| --------------------- | -------------------------- | -------------------------- | -------------------------- | -------------------------- | -------------------------- |
| Jessica Mualim Fajuri | Chile Vamos                | RN                         | 6 946                      | 60,93%                     | Reelecta                   |
| María Jiménez Álvarez | Contigo Chile Mejor        | Ind.                       | 4 454                      | 39,07%                     |                            |

#### Concejales electos
| Coalición | Coalición                      | Candidatos | Votos | %      | Concejales electos                                                                    |
| --------- | ------------------------------ | ---------- | ----- | ------ | ------------------------------------------------------------------------------------- |
|           | Contigo Chile Mejor (3 listas) | 12         | 5.672 | 54,51% | - José Bascuñan Duarte (PR) - Felipe Muñoz Muñoz (PPD) - Héctor Coronado Morales (PS) |
|           | Chile Vamos (2 listas)         | 8          | 2.029 | 19,50% | - Andrea Budge Weber (UDI)                                                            |
|           | Republicanos                   | 6          | 2.704 | 25,99% | - Claudia Velasquez Muñoz - Cristian Díaz Luco                                        |

### San Pedro

#### Alcaldes
| Actual alcalde           | Manuel Devia Vilches (UDI) | Manuel Devia Vilches (UDI) | Manuel Devia Vilches (UDI) | Manuel Devia Vilches (UDI) | Manuel Devia Vilches (UDI) |
| Candidato                | Pacto                      | Partido                    | Votos                      | %                          | Resultado                  |
| ------------------------ | -------------------------- | -------------------------- | -------------------------- | -------------------------- | -------------------------- |
| Manuel Devia Vilches     | Chile Vamos                | UDI                        | 2 759                      | 33,64%                     | Reelecto                   |
| Emilio Cerda Sagurie     | Contigo Chile Mejor        | Ind.                       | 2 614                      | 31,87%                     |                            |
| Felipe Yáñez Figueroa    | Independiente              | Ind.                       | 1 112                      | 13,56%                     |                            |
| Marcia Quiroz Mallea     | Independiente              | Ind.                       | 1 143                      | 13,94%                     |                            |
| Florentino Flores Armijo | Independiente              | Ind.                       | 573                        | 6,99%                      |                            |

#### Concejales electos
| Coalición | Coalición                                 | Candidatos | Votos | %      | Concejales electos                                                                        |
| --------- | ----------------------------------------- | ---------- | ----- | ------ | ----------------------------------------------------------------------------------------- |
|           | Contigo Chile Mejor (4 listas)            | 17         | 3.108 | 40,95% | - Arlene Santin Armijo (FRVS) - Evelyn Farías Olmedo (PPD) - Maricel Tapia Cifuentes (PS) |
|           | Ecologistas, Animalistas e Independientes | 5          | 642   | 8,46%  |                                                                                           |
|           | Centro Democrático                        | 5          | 512   | 6,75%  |                                                                                           |
|           | Chile Vamos (2 listas)                    | 11         | 2.696 | 35,52% | - Víctor Armijo Malhue (UDI) - Jorge Vera Meza (UDI) - Barbara Moreno Moya (UDI)          |
|           | Republicanos                              | 6          | 632   | 8,33%  |                                                                                           |

## Provincia de Talagante

### Talagante

#### Alcaldes
| Actual alcalde           | Carlos Álvarez Esteban (PS) | Carlos Álvarez Esteban (PS) | Carlos Álvarez Esteban (PS) | Carlos Álvarez Esteban (PS) | Carlos Álvarez Esteban (PS) |
| Candidato                | Pacto                       | Partido                     | Votos                       | %                           | Resultado                   |
| ------------------------ | --------------------------- | --------------------------- | --------------------------- | --------------------------- | --------------------------- |
| Sebastián Rosas Guerrero | Contigo Chile Mejor         | Ind.                        | 26 127                      | 54,91%                      | Electo                      |
| Annemarie Müller During  | Republicanos                | PRCh                        | 16 617                      | 34,92%                      |                             |
| Luis Reyes Villavicencio | Independiente               | Ind.                        | 4 837                       | 10,17%                      |                             |

#### Concejales electos
| Coalición | Coalición                                 | Candidatos | Votos  | %      | Concejales electos                                                                       |
| --------- | ----------------------------------------- | ---------- | ------ | ------ | ---------------------------------------------------------------------------------------- |
|           | Contigo Chile Mejor (4 listas)            | 16         | 20.774 | 48,40% | - Pablo González Martínez (FA) - Cecilia Cartagena Toro (PS) - Camilo Pérez Álvarez (PS) |
|           | Ecologistas, Animalistas e Independientes | 5          | 2.344  | 5,46%  |                                                                                          |
|           | Chile Vamos (1 lista)                     | 6          | 8.413  | 19,60% | - Andrés Llorente Elexpuru (UDI)                                                         |
|           | Republicanos                              | 5          | 8.661  | 20,17% | - Marcela Jofre Catalán - Patricio Brown Rivera                                          |
|           | Partido Social Cristiano                  | 4          | 2.740  | 6,38%  |                                                                                          |

### El Monte

#### Alcaldes
| Actual alcalde          | Zandra Maulén Jofré (Ind.) | Zandra Maulén Jofré (Ind.) | Zandra Maulén Jofré (Ind.) | Zandra Maulén Jofré (Ind.) | Zandra Maulén Jofré (Ind.) |
| Candidato               | Pacto                      | Partido                    | Votos                      | %                          | Resultado                  |
| ----------------------- | -------------------------- | -------------------------- | -------------------------- | -------------------------- | -------------------------- |
| Zandra Maulén Jofré     | Contigo Chile Mejor        | Ind.                       | 7 582                      | 30,45%                     | Reelecta                   |
| Ximena Varela Zúñiga    | Republicanos               | Ind.                       | 1 175                      | 4,72%                      |                            |
| Sebastián Chacón Soto   | Independiente              | Ind.                       | 2 860                      | 11,49%                     |                            |
| Jorge Espinoza Cuevas   | Independiente              | Ind.                       | 1 155                      | 4,64%                      |                            |
| Juan Gómez Ramírez      | Independiente              | Ind.                       | 3 900                      | 15,66%                     |                            |
| Rossana Sanhueza Muñoz  | Independiente              | Ind.                       | 3 777                      | 15,17%                     |                            |
| Francisco Valdés Reyes  | Independiente              | Ind.                       | 2 415                      | 9,70%                      |                            |
| Sandra López Salazar    | Independiente              | Ind.                       | 572                        | 2,30%                      |                            |
| Andrea Céspedes Poblete | Independiente              | Ind.                       | 1 461                      | 5,87%                      |                            |

#### Concejales electos
| Coalición | Coalición                                 | Candidatos | Votos  | %      | Concejales electos                                                                        |
| --------- | ----------------------------------------- | ---------- | ------ | ------ | ----------------------------------------------------------------------------------------- |
|           | Contigo Chile Mejor (3 listas)            | 16         | 10.997 | 45,42% | - Osvaldo Azocar Pizarro (PC) - Genaro Morales Alveal (PR) - Jorge Bahamonde Donoso (PDC) |
|           | Izquierda Ecologista Popular              | 3          | 937    | 4,26%  |                                                                                           |
|           | Ecologistas, Animalistas e Independientes | 5          | 1.675  | 7,61%  |                                                                                           |
|           | Partido de la Gente                       | 2          | 2.471  | 3,96%  |                                                                                           |
|           | Centro Democrático                        | 1          | 433    | 1,97%  |                                                                                           |
|           | Chile Vamos (2 listas)                    | 10         | 5.207  | 23,67% | - Isabel Vidal Jara (UDI) - Juan Tello Lazcano (RN)                                       |
|           | Republicanos                              | 5          | 2.039  | 9,27%  | - Beatriz Theiler Ahumada                                                                 |
|           | Partido Social Cristiano                  | 2          | 717    | 3,26%  |                                                                                           |

### Isla de Maipo

#### Alcaldes
| Actual alcalde      | Juan Olave Cambara (Ind.) | Juan Olave Cambara (Ind.) | Juan Olave Cambara (Ind.) | Juan Olave Cambara (Ind.) | Juan Olave Cambara (Ind.) |
| Candidato           | Pacto                     | Partido                   | Votos                     | %                         | Resultado                 |
| ------------------- | ------------------------- | ------------------------- | ------------------------- | ------------------------- | ------------------------- |
| Juan Olave Cambara  | Chile Vamos               | Ind.                      | 17 624                    | 66,15%                    | Reelecto                  |
| Carlos Adasme Godoy | Contigo Chile Mejor       | Ind.                      | 9 017                     | 33,85%                    |                           |

#### Concejales electos
| Coalición | Coalición                                 | Candidatos | Votos  | %      | Concejales electos |
| --------- | ----------------------------------------- | ---------- | ------ | ------ | --- |
|           | Contigo Chile Mejor (3 listas)            | 14         | 8.299  | 34,11% | - Jorge Alfaro Acevedo (FA) |
|           | Ecologistas, Animalistas e Independientes | 3          | 1.114  | 4,58%  | |
|           | Centro Democrático                        | 1          | 314    | 1,29%  | |
|           | Chile Vamos (2 listas)                    | 12         | 11.762 | 48,34% | - Maximiliano Genskowski Inostroza (UDI) - Miguel Olave Gutierrez (UDI) - Verónica Vargas Alfaro (UDI) - Hernán Leiva Lissembart (RN) |
|           | Republicanos                              | 6          | 2.844  | 11,69% | - Richard Herrera Guerrero |

### Padre Hurtado

#### Alcaldes
| Actual alcalde       | Felipe Muñoz Heredia (PS) | Felipe Muñoz Heredia (PS) | Felipe Muñoz Heredia (PS) | Felipe Muñoz Heredia (PS) | Felipe Muñoz Heredia (PS) |
| Candidato            | Pacto                     | Partido                   | Votos                     | %                         | Resultado                 |
| -------------------- | ------------------------- | ------------------------- | ------------------------- | ------------------------- | ------------------------- |
| Felipe Muñoz Heredia | Contigo Chile Mejor       | PS                        | 26 418                    | 54,57%                    | Reelecto                  |
| José Arellano Merino | Chile Vamos               | RN                        | 19 018                    | 39,28%                    |                           |
| Patricio Muñoz Vegas | Independiente             | Ind.                      | 2 976                     | 6,15%                     |                           |

#### Concejales electos
| Coalición | Coalición                                 | Candidatos | Votos  | %      | Concejales electos                                                                |
| --------- | ----------------------------------------- | ---------- | ------ | ------ | --------------------------------------------------------------------------------- |
|           | Contigo Chile Mejor (4 listas)            | 24         | 18.681 | 44,80% | - Rocío López Céspedes (FA) - Ignacio Arias Díaz (PL) - Marcela Rojas Flores (PS) |
|           | Ecologistas, Animalistas e Independientes | 5          | 2.633  | 6,32%  |                                                                                   |
|           | Partido de la Gente                       | 6          | 2.176  | 5,22%  |                                                                                   |
|           | Centro Democrático                        | 4          | 1.567  | 3,76%  |                                                                                   |
|           | Chile Vamos (2 listas)                    | 11         | 11.954 | 28,67% | - Paz González Zúñiga (UDI) - Francisco Garrido Sanhueza (RN)                     |
|           | Republicanos                              | 6          | 4.679  | 11,22% | - Daniela Díaz Santibáñez                                                         |

### Peñaflor

#### Alcaldes
| Actual alcalde            | Nibaldo Meza Garfia (DC) | Nibaldo Meza Garfia (DC) | Nibaldo Meza Garfia (DC) | Nibaldo Meza Garfia (DC) | Nibaldo Meza Garfia (DC) |
| Candidato                 | Pacto                    | Partido                  | Votos                    | %                        | Resultado                |
| ------------------------- | ------------------------ | ------------------------ | ------------------------ | ------------------------ | ------------------------ |
| Nibaldo Meza Garfia       | Contigo Chile Mejor      | DC                       | 18 457                   | 29,76%                   |                          |
| Rodrigo Cornejo Inostroza | Chile Vamos              | UDI                      | 20 992                   | 33,85%                   | Electo                   |
| Manuel Fuentes Rosales    | Independiente            | Ind.                     | 12 489                   | 20,14%                   |                          |
| Diego San Martín Velasco  | Independiente            | Ind.                     | 5 580                    | 9,00%                    |                          |
| Emma Morales Arzola       | Independiente            | Ind.                     | 1 121                    | 1,81%                    |                          |
| Claudia Aránguiz Vielma   | Independiente            | Ind.                     | 3 383                    | 5,45%                    |                          |

#### Concejales electos
| Coalición | Coalición                                 | Candidatos | Votos  | %      | Concejales electos |
| --------- | ----------------------------------------- | ---------- | ------ | ------ | --- |
|           | Contigo Chile Mejor (3 listas)            | 23         | 22.955 | 41,81% | - José Cárcamo Morales (PC) - Sebastián Contreras Uribe (FA) - Luis Contreras Lartiga (PR) - Cristián Martín Moraga (PDC) - Fernando San Martín Díaz (PS) |
|           | Ecologistas, Animalistas e Independientes | 1          | 3.015  | 5,49%  | |
|           | Partido de la Gente                       | 3          | 1.679  | 3,06%  | |
|           | Centro Democrático                        | 5          | 2.313  | 4,21%  | |
|           | Chile Vamos (1 lista)                     | 8          | 9.827  | 17,90% | - Eduardo Castro Ponce (UDI) - Guillermo Donoso Aguilar (UDI)                                                                                             |
|           | Republicanos                              | 8          | 7.414  | 13,50% | - Claudia Rubio Guzmán |
|           | Partido Social Cristiano                  | 3          | 1.828  | 3,33%  | |
|           | Candidaturas Independientes               | 3          | 5.881  | 10,71% | |